# Club Atlético Talleres (Córdoba)
El Club Atlético Talleres es una institución deportiva con sede en la ciudad de Córdoba, Argentina. Sus principales actividades son el fútbol masculino y femenino, aunque también se practican el hockey, vóley, balonmano, patín artístico, karate, futsal y básquet en la institución. Fue fundado el 12 de octubre de 1913 y participa en la Primera División de Argentina con su división masculina y en la Primera División A con su división femenina.
Con orígenes relacionados con los obreros que trabajaban en los talleres del Ferrocarril Central Córdoba, su fundador Tomás Lawson decidió tomar para sus colores los bastones verticales del club inglés Blackburn Rovers.
Su estadio, el Francisco Cabasés, más conocido como La Boutique de Barrio Jardín se ubica en la Av. Pablo Ricchieri 1595. Tiene una capacidad de 18 000 espectadores y actualmente es utilizado para los entrenamientos del plantel superior y algunos partidos de la categoría Reserva. Debido a su gran convocatoria, el equipo juega de local en el estadio Mario Alberto Kempes.
Su mayor concurrencia registrada es de 62 000 espectadores, ante San Jorge el día del ascenso del Federal A a la B Nacional, la mayor marca mundial de un partido de tercera división. También registra números cercanos a los 60 000 en partidos de instancias decisivas del ascenso, de Primera División y en encuentros Copa Libertadores. Es uno de los equipos más convocantes del mundo en términos de espectadores promedio por partido.
Es el único de los clubes indirectamente afiliados a la AFA que consiguió una copa internacional, la Copa Conmebol 1999. De esa rama de instituciones, además es el que más partidos jugó en Primera División (1039), el que más puntos sumó (1118) en dicha categoría, el primero en jugar la Copa Libertadores (el único de Córdoba, en 2002) y disputó la Copa Mercosur 2001.
A la fecha, es la institución cordobesa con más títulos oficiales conseguidos con un total de 61; repartidos con 54 condecoraciones de Liga Cordobesa, cinco en AFA, uno de Conmebol y otro de la efímera Liga del Interior.
Su clásico rival es el Club Atlético Belgrano y junto con él, disputan el Clásico cordobés.
En 2014, después de un gerenciamiento de 10 años, el club volvió a los socios y el 16 de noviembre se celebraron las elecciones que dieron como resultado la elección de Andrés Fassi como presidente. Actualmente, el club pertenece a sus más de 74 mil socios y es la institución deportiva cordobesa con más socios activos y la tercera del interior del país.

## Historia
El Club Atlético Talleres tiene una historia muy larga desde su fundación en 1913 hasta la actualidad. Sus épocas doradas fueron en la década del 70, con su participación destacada en los Nacionales y sus primeros Metropolitanos, aunque su entrada a los torneos internacionales fue en 1999, cuando ganó la Copa Conmebol, y posteriormente clasificó a la Copa Mercosur en 2001 y a la Libertadores en 2002, 
2019, 2022 y 2024, siendo el primer club cordobés en jugar un campeonato internacional, y el único hasta ahora de los indirectamente afiliados en ganar una.
Uno de los presidentes más destacados de su historia fue don Amadeo Nuccetelli, con quien Talleres tuvo una muy buena participación en los Torneos Nacionales, logró ingresar al Metropolitano, pudo remodelar su estadio y trajo consigo una de las mejores épocas del club. Los 66 partidos oficiales sin derrotas que consiguió Talleres entre 1974 y 1976 durante la presidencia de Amadeo son un hecho con pocos parangones en la historia no solo del fútbol de Córdoba, sino del argentino. La racha empezó el 13 de junio de 1974 con la victoria por 1 a 0 contra Argentino Peñarol y se cortó dos años y tres meses después, el 22 de septiembre de 1976, cuando Racing venció a la «T» por 5 a 3. De los 66 juegos, 53 terminaron con triunfos y 13 fueron empates; Talleres tuvo en ese período una eficacia del 90 por ciento. Varias décadas después esto se repetiría bajo la presidencia de Andrés Fassi; el equipo llegó a 38 partidos sin conocer la derrota por competencias de AFA, es el invicto más largo de un equipo cordobés en AFA y el tercero más largo a nivel nacional después de Midland y Boca. Consiguió ser el primer campeón invicto de la Primera B Nacional.

### Talleres año por año

#### Primeros años

##### Fundación
En 1912, los antiguos espectadores de “la cancha de los ingleses” ya tienen alrededor de 18 años. Algunos ya empleados del Ferrocarril Central Córdoba debaten en charlas para la conformación de un club. Las primeras reuniones informales se dieron en la tornería del Ferrocarril, a cargo de obreros de la empresa. Finalmente decidieron convocar a una reunión general. En el hogar de Ángel Savatelli, se juntaron los gestores de la entidad con la idea de constituir un cuadro poderoso.
Las reuniones alternaban entre los salones de la Biblioteca Popular Vélez Sársfield, de barrio General Paz, y la casa del joven obrero José María Sánchez. Entre los socios fundadores del club también se encontraba el escritor Juan Filloy. Finalmente, en una bolsa de cartón de azúcar, se decidió crear el club y se definieron las autoridades, con Tomás Lawson a la cabeza como presidente.
La fundación del Atlético Talleres Central Córdoba tuvo lugar el 4 de octubre de 1913. Por conflictos con la Liga Cordobesa el club cambió su fecha de fundación a la del 12 del mismo mes para poder reintegrarse a la Liga luego de ser desafiliado en 1917, bajo el nombre que aún conserva hasta el día de hoy: Club Atlético Talleres.

##### Fusión con Olimpo Infantil
Uno de los clubes que se afilió a la Federación Cordobesa de Fútbol (todavía no se llamaba Liga) fue el Olimpo Infantil. La entidad estaba conformada por jóvenes que participaban del torneo de Segunda y Tercera en 1909. En la temporada de 1913, los infantiles llegaron a la final junto con el Colegio Nacional de Monserrat. Tras un supuesto mal fallo del árbitro, varios de sus jugadores fueron suspendidos por indisciplina. La Federación lo expulsó de sus filas, luego de aquel encuentro disputado en cancha de Universitario.
Aunque la institución fue desafiliada, continuaron disputando partidos amistosos. Uno de ellos fue ante Central Córdoba con victoria para Olimpo Infantil. El resultado llevó a los dirigentes ferroviarios a buscar una fusión entre las dos entidades con el objetivo de sumar a sus filas a algunos jugadores del conjunto infantil. Poco antes de debutar en el torneo oficial, los clubes se unieron manteniendo la denominación de Talleres Central Córdoba.

##### Cambio de nombre
Con la denominación de Central Córdoba, el club obtuvo los torneos de 1915 y 1916. En 1917 tuvo que cambiar de nombre a raíz de una descalificación sancionada por la Liga Cordobesa de Fútbol. La sanción fue a causa de incidentes en un partido con los “celestes”. Horacio Salvatelli lesionó de gravedad al arquero Cardozo, en una jugada que finalizó con un gol anulado a los albiazules. Tras la decisión del árbitro se desataron incidentes que culminaron con la detención policial de Salvatelli por agresión al arquero pirata.
Los dirigentes albiazules elevaron un comunicado a la Liga considerando que la lesión de Cardozo fue producto del juego y que la detención de Salvatelli era injusta. Días después debía jugarse un partido entre combinados de la Liga Cordobesa y la Asociación Argentina de Buenos Aires. Talleres se negó a prestar sus jugadores, hasta que la Liga no gestionase la libertad del jugador. Las autoridades máximas del fútbol disponen expulsar a Talleres y desafiliar definitivamente a Horacio Salvatelli.
Talleres pesa mucho en el fútbol local. Había ganado los dos torneos anteriores y el número de simpatizantes cada vez era mayor. A pesar de la decisión oficial, el club se reintegra en 1918 pero cumpliendo con un requisito formal: cambiar el nombre.
Hasta entonces había actuado con la denominación de Central Córdoba. A partir de 1918 se llamará Club Atlético Talleres (como había sido bautizado primitivamente) y se consagra campeón de aquella temporada. No solo cambia el nombre sino la fecha de fundación a la de 12 de octubre de 1913 para poder registrarse oficialmente como persona jurídica.

##### La Boutique
En 1931 comenzó la búsqueda del terreno y de la financiación para la construcción del estadio. Ese mismo año Francisco Espinosa Amespil donó un predio en Barrio Jardín para ese fin, proyecto que fue ideado por dos renombrados ingenieros civiles de Córdoba: S. Allende Posse y Agenor Villagra. Gracias al aporte de la gente y de capitales privados, se construyó un campo de deportes, tribunas (oficial y popular con capacidad de 5 000 personas), una cancha de básquet, vestuarios y servicios sanitarios; estas obras consumieron la cantidad de 70 000 pesos.
La inauguración de la cancha se produjo el 12 de octubre de 1931, con un encuentro amistoso con Rampla Juniors de Montevideo. En 1944 se ampliaron las tribunas populares y en 1951 se instalaron las plateas en el sector oficial, con lo que la capacidad del estadio se extendió a 18 000 personas.

#### Torneo Nacional
En 1969 Talleres fue campeón e intervino en su primer Nacional, torneo que se jugaba desde 1967. Participó en 14 de los 19 disputados. Tuvo excelentes desempeños sobre todo antes de ingresar al Metropolitano, clasificando en casi todos los campeonatos a la fase final, y en muchos de ellos como puntero de su zona. Estas fueron las épocas doradas del club, desde su primera participación en 1969 hasta la desaparición de estos torneos en 1985, pasando por la final de 1977.

##### 1969-1974
En estos 6 años, Talleres solo jugó el campeonato de 1969, el de 1970 y el de 1974, no así el de 1971, 1972 y 1973. Su primera participación no fue la mejor, pero era el inicio de una larga serie de buenas actuaciones en estos torneos.
La clasificación al Torneo Nacional requería ser el campeón de su región. En 1970 Talleres ganó el Oficial, por lo que ingresó por segunda vez consecutiva al Nacional, hasta que en 1973 estuvo al borde del descenso. Fue entonces cuando llegó a la dirigencia del club el empresario Amadeo Nuccetelli. La llegada de Amadeo marcó un antes y un después en la vida de un Talleres que bajo su presidencia levantó con la realización de diversas obras, pagando muchas deudas y embargos, y tomando la política de traer jugadores de las demás provincias. La profesionalización del fútbol y el armado de un equipo de primer nivel competitivo rápidamente vislumbró en resultados. Nuccetelli fue elegido en el cargo en 1973 en lugar de Miguel Srur y estuvo hasta 1987, el período presidencial más extenso en el club. Las obras realizadas durante su presidencia incluyen la finalización del codo noroeste iniciado en la presidencia de Abraham Litvak, la construcción total del codo suroeste y diversas refacciones del estadio, el saldo de deuda de la exsubsede de calle Ricchieri, la construcción del Gimnasio Juan Pelatto y la cancha de básquet, la compra del terreno de Avenida Circunvalación y de la sede social de Rosario de Santa Fe y subsuelo de la misma, y la construcción de un gimnasio cubierto en La Boutique.
Cuando la nueva dirigencia recibe oficialmente la conducción solamente se encontraban aptos para la competencia: Willington, Patire y Astudillo como único patrimonio futbolístico con que contaba Talleres en ese momento. Recuperaron a jugadores que estaban al borde del retiro como Héctor Ártico y Humberto Taborda, o Luis Galván. Contrataron a Luis Antonio Ludueña en una cifra récord para el fútbol local en ese momento, así como también a Avellaneda, Binello, Comelles, Quiroga, Cabrera, para reforzar al plantel en los últimos tramos del torneo de 1973 con el objetivo de salvar al club del descenso. Bajo la conducción técnica de Ángel Labruna el equipo ganó en 1974 el segundo torneo del año en donde jugó 12 partidos con 8 victorias y 4 empates. Marcó 24 goles y recibió apenas 3. Además, le ganó a Belgrano la final del Oficial (1 a 1 y 2 aa0) con el famoso gol de Daniel Willington en Alberdi y en el Nacional empató los dos encuentros que disputó ante el clásico rival.
Talleres fue campeón del Campeonato Zonal y Oficial de LCF en donde perdió solo uno de los 32 partidos que disputó en el ámbito doméstico.

##### 1975
Adolfo Pedernera asumió en Talleres y el equipo volvió a ganar la Liga Cordobesa, y se llevó el Apertura donde triunfó en los 9 partidos que jugó. En el primer torneo del año convirtió 34 goles y recibió 11. En el Clausura ganó 11 de los 18 encuentros que disputó, no conoció la derrota anotando 34 goles y sufriendo nueve conquistas. Durante este torneo, volvió a ser local tras 13 meses en su estadio refaccionado, venciendo 2 a 1 a Belgrano.
Talleres completó en 1975 una serie brillante en LCF; ganó cinco títulos consecutivos sin perder un solo partido. Metió Zonal y Oficial ’74 más Apertura, Clausura y Oficial ’75. Fueron 41 fechas con 29 triunfos y 12 empates, convirtiendo 95 goles (a razón de más de dos por encuentro). A Belgrano lo enfrentó en el Campeonato Nacional donde ganó 2 a 1 y empató 2 a 2.
Como campeón, Talleres volvió a afrontar el certamen nacional. Igual que en el año anterior, el Matador consigue el primer lugar de su zona (junto con Temperley) y acaba ubicándose en el 6.º puesto de la Tabla general. Durante este certamen se dio la victoria 7 a 3 sobre el Atlanta, con muy buen fútbol. Además, este mismo año, el 24 de junio y el 30 de julio respectivamente, Talleres enfrenta al Deportivo la Coruña de España, igualando 1 a 1, y a la Selección Argentina una vez más, perdiendo 2 a 0. Talleres realiza también una gira por Paraguay ese año. Ese mismo año, Talleres llevó casi 15 mil personas a Villa Crespo.

##### 1976
Y si los años anteriores habían sido sensaciones albiazules, el '76 fue una maravilla. A comienzos de 1976, entonces, Talleres se hallaba de pretemporada. Esta pretemporada no se dio en el país, sin embargo, sino en África. Talleres salió de gira por Zaire, la excolonia belga que dos años antes se había hecho con el título continental. Participó en la Copa "República de Zaire", junto con Temperley, y se coronó campeón de ella, obteniendo así su primer título internacional y el primero para el interior del país.
Ese mismo año, Talleres también partió de gira por Perú (en donde se le conoce hasta hoy en día como "El Taladro", con cuya selección empató al recibirla luego en La Boutique, y por Ecuador.
Volviendo a los torneos locales, Talleres arrasó con los dos campeonatos cordobeses del año, jugando 27 partidos, ganando 24, empatando 1 y perdiendo 2; convirtiendo 82 goles y recibiendo 18. Ese año Talleres culminó una racha comenzada en el '74: el famoso invicto de 66 partidos en la Liga Cordobesa, récord que figuró en el Libro Guinness de los récords. Así Talleres pasa al Nacional donde una vez más por tercera vez consecutiva, el albiazul sale primero de la Zona D al ganarle un desempate a Newell's, y luego derrota a Unión 4 a 0 en cuartos de final, habiendo antes vencido a Argentinos Juniors en el debut de Diego Armando Maradona por 1 a 0, con gol de Luis Ludueña. Talleres disputa contra River la semifinal en la Bombonera de Boca, y pierde 1 a 0. Sus mayores caravanas fueron 10 mil a Rosario y entre 10 y 15 mil en la final de la Bombonera ante River.
Uno de los récords más impresionantes de la historia fue el que el Club consiguió con Rubén Bravo en 1976: ganó 19 partidos seguidos. El 28 de diciembre del ’75 cerró el Nacional venciendo 5 a 2 a Atlético Tucumán y después se impuso en las 18 fechas de los torneos Apertura y Clausura de la Liga Cordobesa; la racha se cortó el 6 de agosto del ’76 cuando empató 0 a 0 con Belgrano en donde convirtió 66 goles y recibió solamente 11.
En aquel año el equipo ganó todos los partidos en el Apertura y se mantuvo invicto hasta la decimoséptima fecha del Clausura donde llegó como campeón a Nueva Italia y Racing lo venció por 5 a 3.

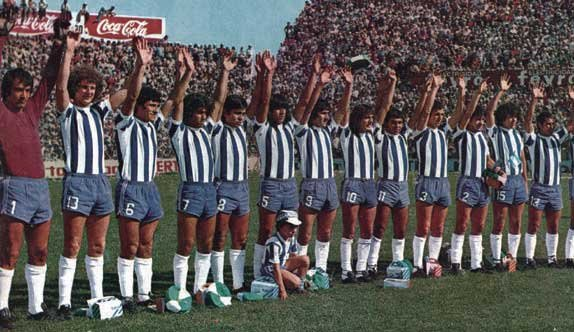
Equipo de Talleres en 1977.

##### 1977

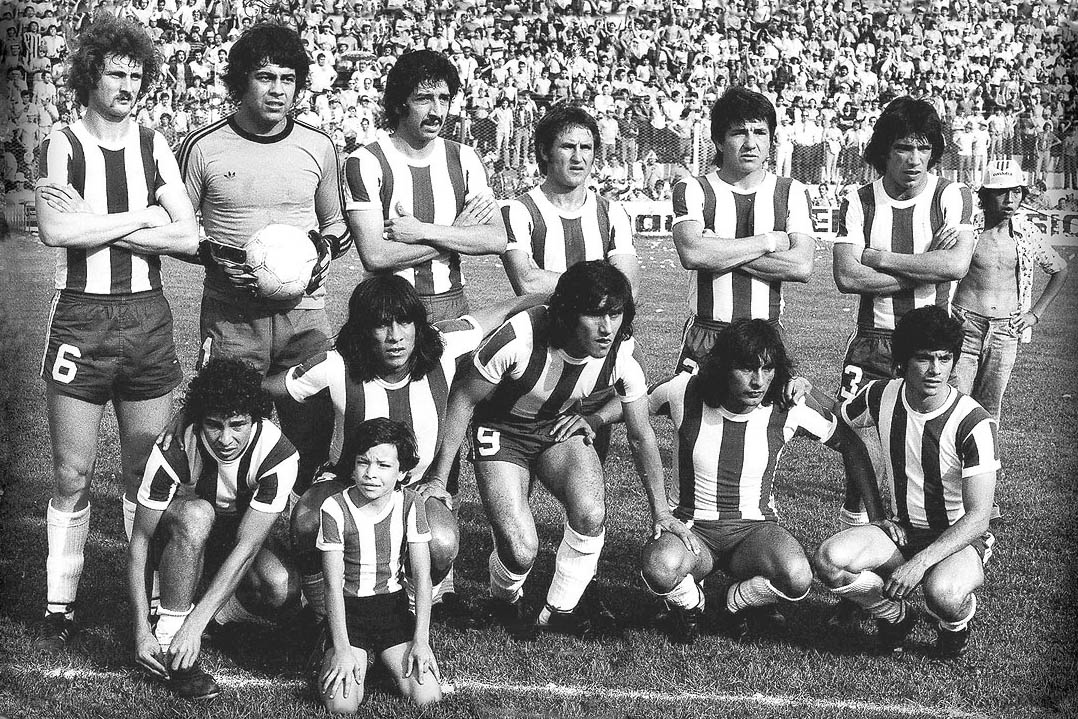
Equipo de Talleres en la final contra Independiente

En 1977, Talleres vence en los campeonatos locales, de forma invicta y con 34 goles a favor, teniendo solo 14 en contra, y recolectando 27 puntos de 54 posibles, pasa al Nacional, habiendo antes salido de gira por Bolivia (jugando contra su selección), Guatemala, y El Salvador, y habiendo vencido a la selección de Polonia (tercera del mundial 74 y preparándose para el siguiente) por 1 a 0. Allí gana su zona, y avanza hasta semifinales. En semifinales enfrenta y derrota a Newell's Old Boys con un global de 2-1, pasando a la final ante Independiente de Avellaneda. Los partidos de ida y vuelta de la final del torneo 77 se jugaron en enero de 1978. En Avellaneda, los finalistas igualaron 1 a 1 con goles de Trossero y Cherini (ambos de penal). En Barrio Jardín, en el partido de vuelta, Independiente se puso en ventaja con gol del jugador Norberto Outes, pero Talleres dio vuelta el marcador del partido con dos polémicos goles, el primero con un penal muy protestado por los jugadores de Independiente, que convirtió Cherini, y el segundo, a 15 minutos del final, de Bocannelli. Por reclamar que el gol de Bocannelli había sido convertido con la mano, el juez del partido expulsó a Trossero, Galván y Larrosa. Independiente quedó entonces con 8 jugadores. Sin embargo una combinación entre Bochini y los recién ingresados Bertoni y Biondi faltando muy pocos minutos para el final, hizo que Bochini marcara el empate 2 a 2, coronándose así campeón Independiente por la regla de doble valor por el gol visitante. Desde esa fecha, el club "matador" guarda una cierta rivalidad con el club de Buenos Aires.
Posteriormente, de ese plantel albiazul (Rubén Guibaudo, Eduardo Astudillo, Luis Galván, Víctor Binello, Victorio Ocaño, José Reinaldi, Luis Ludueña, José Daniel Valencia, Héctor Bocanelli, Humberto Bravo, Ricardo Cherini, Miguel Bordón, Antonio Syeyyguil, Oscar Quiroga, Miguel Oviedo, y Antonio Alderete), 7 jugadores formaron parte del seleccionado nacional que se preparaba para jugar el Mundial 1978 y tres de ellos (Luis Galván, Miguel Oviedo y José Daniel Valencia) estuvieron en el plantel que salió Campeón del Mundo.
Ese año Talleres también ganó el “Hermandad”, el único título que puso en juego la Liga del Interior venciendo a Gimnasia de Jujuy (3-0), Godoy Cruz (3-0), Desamparados de San Juan (5-0) e Independiente Rivadavia (2-0).

##### 1978
Talleres hizo gira por muchas partes del mundo, como las ciudades de Los Ángeles (EE.UU), Málaga (España), Estambul (Turquía) y Atenas (Grecia) para jugar con rivales de gran renombre: Universidad Autónoma de México, el Athletic de Bilbao, Málaga, Galatasaray, Fenerbahçe, Panathinaikos y Heraclis.
A nivel local, Talleres volvió a ser campeón de la Liga Cordobesa y nuevamente ganó su zona en el campeonato Nacional. Ya haciendo las veces de local en el estadio mundialista "Chateau Carreras", en los cuartos de final, ante más de 46 mil personas, venció a Huracán, y clasificó a las semifinales, donde otra vez se cruzaría Independiente. Los dos partidos semifinales, en Avellaneda y Córdoba fueron ganados 2 a 1 por Independiente, que fue, finalmente, campeón del torneo. De todos modos, el goleador del torneo fue de José Reinaldi, delantero de Talleres, quien con 16 goles superó a Outes, de Independiente, quien había convertido 14 anotaciones.
Este año, Argentina fue campeón del Mundial 1978 y tuvo a 3 jugadores de Talleres entre sus filas: Galván, el mejor defensor de la final, "La Cata" Oviedo, y José Daniel Valencia.

##### 1979
Talleres, campeón por sexta vez consecutiva de la Liga Cordobesa, finalmente cayó en Cuartos de final del Nacional ante Unión de Santa Fe, ante un Olímpico repleto, venció 2 a 0 pero no le alcanzó, ya que había perdido en Santa Fe por 3 a 0.
Talleres también disputó la "Copa de Campeones" ante el Milan de Italia, Boca Juniors y River Plate, este último finalmente campeón del torneo. Además Talleres realizó ese año una gira por Bolivia.

#### Inicio en el Torneo Metropolitano

##### 1980

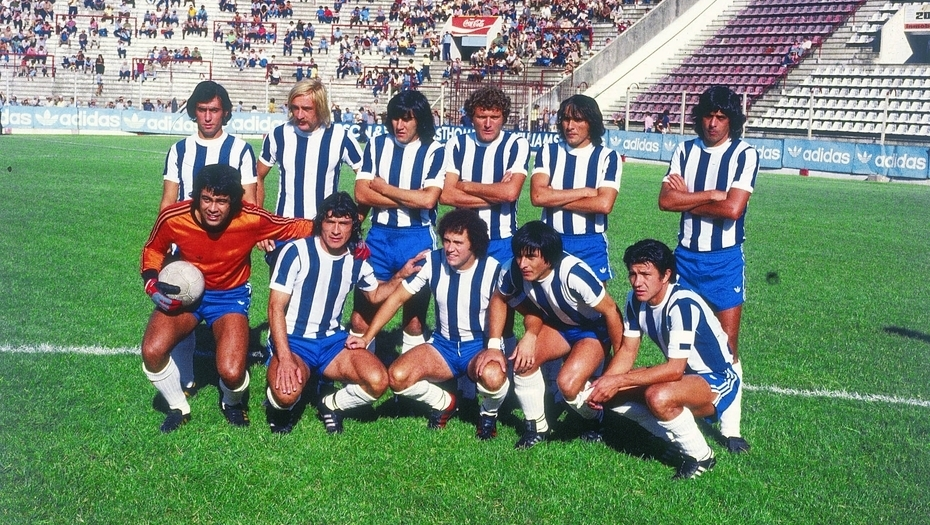
Talleres en el Metropolitano de 1980.

Talleres, en ese año, logró ingresar al Torneo Metropolitano, abandonando la liga local, gracias a las gestiones de Amadeo Nuccetelli, apoyadas por las dirigencias de otros clubes del interior, incluidos Belgrano, Instituto y San Martín (T). Talleres se ganó el puesto por sus resultados deportivos, ya que entre 1974 y 1980 había jugado una final, dos semifinales, un cuarto de final y dos rondas finales del campeonato Nacional, siendo seis veces campeón de la liga local. La resolución número 1309 de la AFA dispuso que todo equipo afiliado indirectamente a la entidad que llegara a las instancias finales de un torneo Nacional 2 veces en un lapso de 3 temporadas consecutivas, pasaría a jugar el Metropolitano, por ese entonces el torneo regular de Primera División. Talleres fue semifinalista en 1978 y había llegado a cuartos de final en 1979, lo que formalmente le alcanzó para disputar el Metropolitano. Debutó contra Huracán, empatando 1 a 1, y en ese torneo finalizó tercero, detrás de River Plate, y el Argentinos Juniors de Maradona. Sumó 41 puntos, con 12 partidos ganados, 17 empatados y 7 perdidos, pero en el Nacional de ese mismo año no pudo pasar la fase de grupos, al ser superado por Argentinos Juniors y Unión (SF).

##### 1981
En 1981 Nuccetelli trajo a Júlio César da Silva Gurjol, ídolo de Flamengo. El brasileño fue deseo del “pelado” y arribó junto a Roberto Mosquera, un colombiano que jugó el Mundial ´78 para Perú.
No fue un año muy bueno para Talleres, ya que no jugó más la Liga Local, pero jugaba los Metropolitanos y los Nacionales, pero igual sus resultados no fueron como venían siendo. En el Metro 81 finalizó 15.º, con 10 partidos ganados, 9 empatados y 15 perdidos, y en el Nacional 81 se quedaba nuevamente en la puerta de la fase de grupos, detrás de Ferro y River. Fueron contratados Alberto Tarantini y Héctor Baley, entre otros, que fueron campeones del mundo en el Mundial 78.

##### 1982
Talleres volvía a los primeros planos. Esta vez llegaba nuevamente a las semifinales del Nacional 82, luego de vencer en cuartos de final a Racing de Córdoba. Se enfrentó con el Ferro de Carlos Timoteo Griguol, quien lo derrotó 4 a 0 en Caballito y 4 a 4 en Córdoba. En el Metropolitano 1982, Talleres salió decimoprimero, con 12 victorias, 9 empates y 15 derrotas.

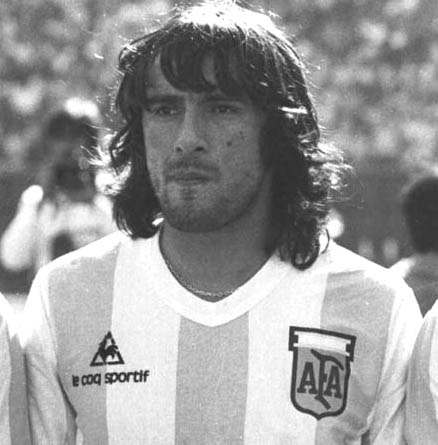
José "La Rana" Valencia, figura de Talleres, con la Selección de Argentina.

##### 1983
Talleres en el Nacional de ese año cae derrotado ante Club Atlético Racing de Córdoba 5 a 3 por penales, y deja las ilusiones albiazules postergadas hasta el siguiente año, luego de empatar 2 a 2 y 0 a 0. En el Metro Talleres fue duodécimo, con 33 puntos, producto de 11 victorias, 11 empates y 14 derrotas.

##### 1984
En el Nacional 1984 Talleres terminó segundo en su zona, luego venció en octavos de final al Estudiantes de Carlos Salvador Bilardo por 2 a 1 en el global, luego en cuartos de final venció al Argentinos Juniors campeón del Metropolitano 84 por un resultado global de 5 a 4. Cayó finalmente ante el subcampeón del Metropolitano 84 y campeón finalmente del Nacional, el Ferro Carril Oeste de Carlos Timoteo Griguol, que lo venció por 1 a 0 y 1 a 1.
En el Metropolitano de ese año Talleres finalizó noveno, con 34 puntos, conseguidos con 11 triunfos, 12 empates y 13 derrotas.

##### 1985
Talleres jugó en el tercer grupo de los ocho en este campeonato Nacional, que tuvo la modalidad más complicada de todos los Nacionales. Salió segundo por detrás de Independiente, lo que dio como lugar un partido en primera fase contra Estudiantes de la Plata. Talleres caería por 1 a 1 y 3 a 1, en segunda fase de siete fases; por esta razón, entró en la llamada "ronda de perdedores" a la que iban los clubes del campeonato que no habían ganado la fase de grupos o habían perdido en instancias finales de la "ronda de ganadores", en el caso de Talleres. A Talleres lo había perjudicado el tema de jugar los Metros, ya que demandaba tener un plantel más extenso, y de mayor renombre, lo que le significaba un mayor costo. Su mayor ingreso seguían siendo las recaudaciones de entradas: Talleres hacía las veces de local en el Estadio Olímpico de Córdoba ante la demanda de gente que la Boutique no podía albergar. Terminó jugando contra Instituto en esta nueva ronda, donde perdió 4 a 0 y quedó eliminado. Talleres siguió jugando esta vez los torneos de Primera División. Ya se utilizaba la modalidad de la tabla de los promedios. En ese año Talleres terminó octavo, con 37 puntos, fruto de 10 ganados, 17 empatados y 9 perdidos.

#### Torneos de Primera División

##### 1985-86
Talleres empezaba a jugar los torneos largos en primera, donde finalizó octavo, sin poder clasificar a nada y sacando 37 puntos, apenas 3 menos que San Lorenzo y Ferro, quienes pasaron a la Pre-Libertadores.

##### 1986-87
La debacle futbolística e institucional de Talleres se hacía notar. Ahora finalizaba 11.º, con 38 puntos, 11 victorias, 16 empates y 11 derrotas, campeonato que ganó el Club Atlético Rosario Central.

##### 1987-88
En esta temporada Talleres haría la peor campaña en su historia hasta el momento, ya que finalizaría último, con tan solo 27 puntos, ganando solo 6 partidos, empatando 15 y perdiendo los otros 17 encuentros. Aun así, se mantenía en primera gracias a los promedios.

##### 1988-89
Talleres logró repuntar en esta temporada, luego de la anterior nefasta, para tomar un poco más de aire en su lucha por la permanencia. Finalizó sexto, donde sumó 65 puntos, con 16 triunfos 12 empates y 10 derrotas. Talleres disputó el torneo octogonal final, pero cayó derrotado ante San Lorenzo en Cuartos de final.

##### 1989-90
Talleres volvió a la mala racha y terminó decimoprimero, con 36 puntos. Al igual que Newell's, se le descontaron dos puntos, pudiendo haber finalizado una posición más arriba.

#### Torneos Apertura y Clausura

##### 1990/91
Los torneos se comenzaron a dividir en Apertura y Clausura, Talleres la pasó mal, sobre todo en el Clausura. Sumó en total 29 pts en 38 partidos, y de a poco fue acercándose a la zona del descenso. Terminó 12.º en el apertura, pero 20.º en el clausura, quedando 17.º en la general. Los seguían salvando los promedios.

Talleres en 1991.

##### 1991/92
Aquí Talleres suma 37 puntos en 38 partidos jugados. Había comenzado bien en el apertura, pero se desdibujó en el Clausura, terminó a 8 puntos de descender. Lo peor se veía venir.

##### 1992/93
Lo que parecía, se dio. Talleres solo sumó 37 puntos, ante un pésimo clausura en que solo reunió 11 puntos, y descendió junto con San Martín de Tucumán. El descenso no pareció importarle a los hinchas albiazules que apoyaron al equipo hasta lo último. Talleres jugaba por primera vez, luego de 13 temporadas, en la B Nacional.

#### Torneos en Primera B Nacional y fugaz vuelta a Primera

##### 1993/94
En 1994, solo un año después del primer descenso de su historia, Talleres se cruzó con Instituto en una final que, además, marcó récord de recaudación para el fútbol cordobés: 873.335 dólares en el juego decisivo. El partido de ida terminó en empate 1 a 1. Pero de la mano del ídolo de Talleres, Daniel Willington, Talleres se adjudicó la segunda final el 6 de agosto de 1994 por 3 a 1. El equipo formó con: Irusta; Graieb, Kesman, Rivarola, Rossi; Benítez, Chacoma, Rizzio, Gauna; Osorio y Boldrini. Los goles lo anotaron Daniel Kesman, el Ramón Benítez, y Óscar Osorio, para Talleres, y Francisco Guerrero, de penal, para Instituto., pudiendo así regresar a la máxima categoría.

##### 1994/95
Una temporada mala para Talleres, quien no encontró el rumbo en ningún momento, y descendió sin contradicción alguna con 24 puntos en 38 partidos, con un promedio de 0,631 puntos por partido, siendo el peor de la tabla, junto a Deportivo Mandiyú, que tuvo 0,807 y que actualmente está en la Liga Correntina de Fútbol. En el apertura, solo pudo sumar 11 puntos en 19 encuentros (solo ganó 2 partidos), aunque se le restaron 2 puntos más.

##### 1995/96
Talleres regresó a la B, esta vez parecía que se encontraba en el subibaja de ascender y descender, ya que en el torneo Apertura 95 terminó cuarto, pero en el clausura del 96, el equipo conducido por Chiche Sosa, con jugadores como Kesman, Garay, Clementz y Dertycia, se consagró campeón en la ciudadela tucumana, ante unos 3500 Albiazules que fueron hasta Tucumán, siendo Talleres el primer campeón cordobés de un torneo de AFA, venciendo 2 a 1 como visitante. Había que definir el primer ascenso, lo disputaban los 2 campeones, Huracán de Corrientes y Talleres, el primer partido en Corrientes, ante más de 6500 Albiazules, que recorrieron más de 1000 km, fue 2 a 2, luego de perder 2 a 0, lo empató agónicamente con dos tiros libres de Fernando Clementz y Oscar Alberto Dertycia. En el partido de vuelta en el Olímpico, Talleres perdió 4 a 1. Luego le ganaría a Deportivo Italiano en cuartos de final pero perdería el segundo ascenso en las semifinales del octogonal ante Unión de Santa Fe, quien luego ascendería venciendo a Instituto.

##### 1996/97
Talleres fue segundo de Argentinos Juniors ese torneo, quien ascendió 2 puntos arriba de Talleres. El Albiazul fue protagonista no solo dentro de la cancha, sino también fuera donde fue primero en venta de entradas en el fútbol de Córdoba, como los últimos años y toda la década (excepto en el '91 y '98), y estuvo entre los primeros 8 del fútbol argentino, siendo el primero también de la Primera B Nacional. Talleres disputó el segundo ascenso, donde en el octogonal perdió la final por penales contra Gimnasia y Tiro de Salta, quien lo venció, 1 a 0 en Salta y perdió 1 a 0 en Córdoba, pero en los penales se impuso 3 a 1. Ramón Álvarez había atajado el primer penal de Talleres, pateado por el Lute Oste, quien diera el ascenso a Talleres en el '98. Cuando iba 2-1 ganando Gimnasia, Álvarez le para un penal a Clementz. Acierta Sergio Plaza el 3-1 y David Ignacio Díaz manda su tiro al travesaño, dándole así su tercer ascenso al club salteño. Antes Talleres había vencido a Cipolleti y Deportivo Italiano en cuartos y semis del reducido. También se jugó uno de los clásicos más recordados en la historia de Córdoba, cuando Talleres le ganaba a Belgrano por 5 a 0.

#### Última temporada en la B y final contra Belgrano

##### 1997/98

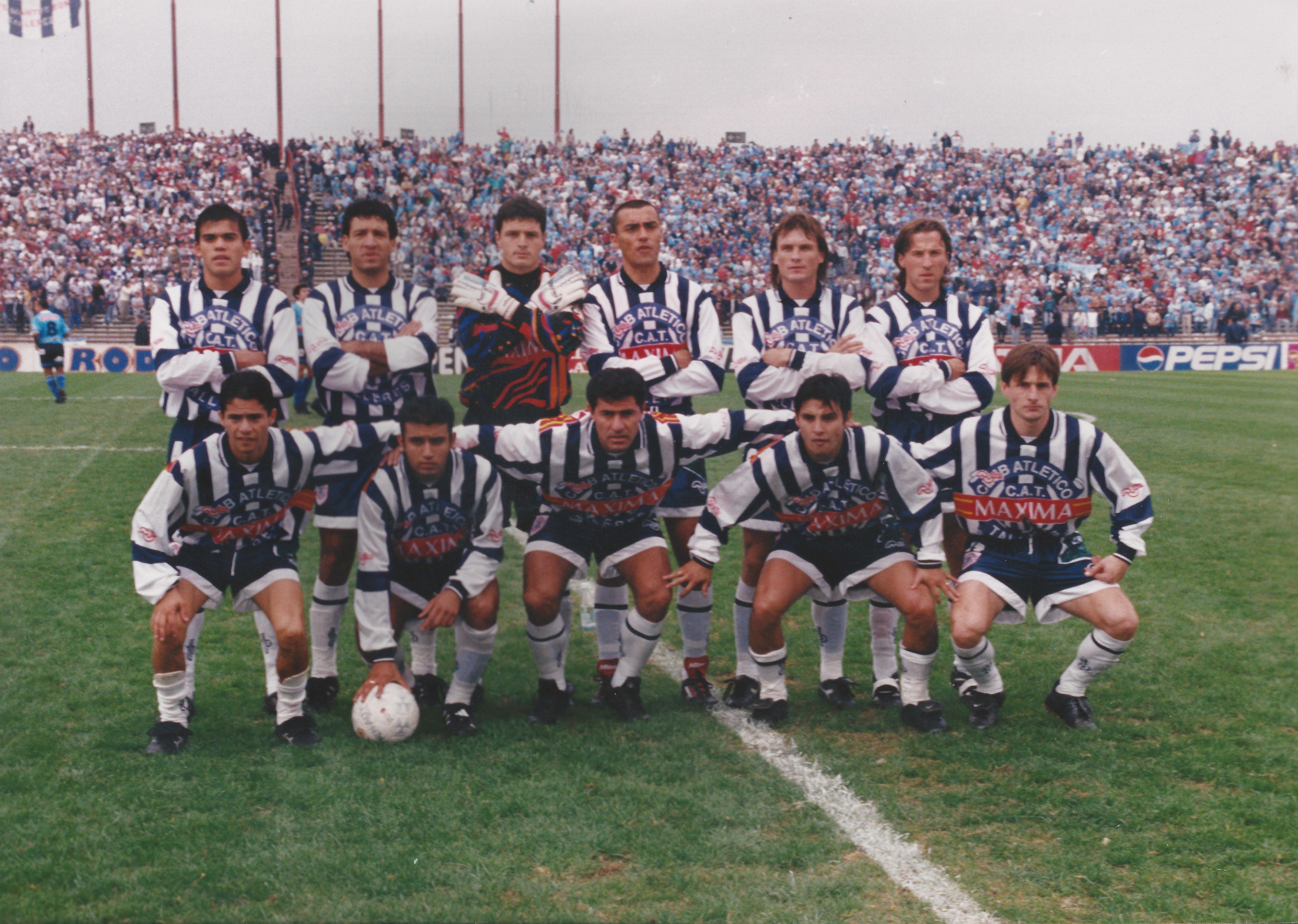
Talleres en el Nacional B 1997-98.

Talleres volvía a caer por segunda vez consecutiva en una final, y se quedaba en la puerta del ascenso, pero esta vez la suerte estaría de su lado. Talleres finalizó tercero en la zona interior y luego en la reclasificación ganó la zona A. Belgrano, la zona B, por diferencia de goles, por lo que debieron enfrentarse en la llamada "Final del Siglo". Talleres venció en el primer partido con gol de Zelaya a los 35 minutos del ST, y en la 2.ª final, Talleres vencía 1 a 0 con gol de Albornoz a los 8 del ST, pero el cansancio y las lesiones se hicieron notar, además de la expulsión de Medina Bello, y el partido, inmerecidamente por el desarrollo del juego, en el que la figura había sido Ragg, arquero del pirata. Lo dio vuelta Belgrano y el empate persistió en la prórroga, así que en los penales se definió todo. Anotó Carnero, de Belgrano, anotó Lillo, de Talleres, metió Sosa, falló Clementz, falló Alarcón (atajó Cuenca), falló Astudillo, falló Manrique (atajó Cuenca), metió Díaz, metió Artime, metió Villarreal, seguían 3 a 3, iban a serie de 1. Binetti la estrelló en el travesaño, y Oste lo cambió por gol, y por el ascenso a la Primera División, dándole la vuelta olímpica en la cara a su archirrival. El equipo de Talleres de ese 5 de julio de 98 formó con Cuenca, Lillo, Díaz, y Humoller; Albornoz, Villarreal, Cabrera, Clementz, Garay; Medina Bello y Zelaya. El DT era Ricardo Gareca. La T volvía a Primera luego de varios intentos fallidos. Hubo superioridad del público albiazul en los dos encuentros.[cita requerida] Este partido fue el que le dejó una estrella en el escudo a Talleres.

##### 1998/99
Talleres termina la temporada decimosexto, salvándose del descenso con el mismo promedio que Belgrano, quien ascendió después de perder la final contra Talleres.

##### 1999/2000
Talleres finalizó quinto en el Apertura '99 con 31 puntos, y sacando 58 puntos en la tabla general. En el 1999 sale campeón de la Copa Conmebol, venciendo en la final al Sportivo Alagoano. Esto le deja a Talleres la otra estrella del escudo. Talleres formó con: Mario Cuenca; David Ignacio Díaz, Julián Maidana, Christian García, Gabriel Roth; Adrián Ávalos, Manuel Santos Aguilar, Horacio Humoller, Ricardo Silva; Rodrigo Astudillo, Darío Gigena. El técnico en ese entonces era el "Tigre" Gareca, convirtiendo al matador de esta forma en el primer y único club indirectamente afiliado a la AFA en conseguir un título internacional y transformándose en el último campeón del milenio por la fecha en la que fue disputada la final del torneo.

##### 2000/2001
Talleres vuelve a hacer otro apertura excepcional, finalizando cuarto con 36 puntos, a 5 del Boca Campeón del Mundo de Bianchi. Talleres llegó con chances hasta la última fecha, cuando fue derrotado por Newells de Rosario. En la tabla general totalizó 61 punts, terminando cuarto, por lo que automáticamente clasificó a los 2 torneos más importantes de América: La Copa Libertadores, teniendo para ese año su primera participación; y la Copa Mercosur.

##### 2001/2002
Talleres hizo una muy mala campaña en el máximo torneo argentino de fútbol, sumando 30 puntos entre el Apertura (13) y el Clausura (17) y terminando decimonoveno. Además, perdió en Primera ronda (Grupo 7) de la Copa Libertadores y en Cuartos de final de la Copa Mercosur, siendo esta temporada una de las peores en su historia.

##### 2002/2003
Talleres sumó 44 puntos y el promedio lo obligó a jugar la Promoción contra San Martín de Mendoza, ganándola 1 a 0 en las dos ocasiones (de ida y de vuelta), lo que le permitió quedarse en Primera división un año más.

##### 2003/2004
Al inicio de la temporada 2003-2004, Talleres necesitaba más de 60 puntos para salvarse del descenso. En el Apertura 2003 sumó 24 puntos. En el Clausura, con la incorporación de Mauricio Serna, y con la dupla delantera de Aldo Osorio y Víctor Píriz Alves, Talleres ganó seis de los primeros siete partidos, en los que permaneció invicto y puntero, pero luego comenzó a decaer y perder partidos claves. Hacia el final del torneo remontó, con victorias sobre Independiente en la Doble Visera por 2 a 0 y al finalmente campeón River Plate por 3 a 2. Talleres finalizó el campeonato en tercer puesto con 35 puntos, a cuatro del campeón. Así sumó un total de 59 en la temporada, con los cuales habría alcanzado la clasificación a la Copa Sudamericana 2004 de no haber terminado en 17.º puesto en la tabla de los promedios. Así, debió disputar la Promoción, en la que cayó ante Argentinos Juniors por 2 a 1 en ambos partidos y descendió después de seis años a la Primera B Nacional.

#### Debacle futbolística

##### 2004/2005
Esa temporada Talleres jugó la B nacional, se armó un equipo muy bueno post descenso, con jugadores como Astudillo, Silva, Orcellet, Biasotto, Galarza, Sarría o Bartelt pero eso no se reflejó nunca en la cancha, encima del no pago de sueldos, y el paro de jugadores, hizo que Talleres en reiteradas oportunidades jugara con un equipo juvenil. Institucionalmente las cosas andaban para peor. Talleres debió esperar hasta la fecha 38 para salvarse en cancha de Racing contra Huracán, venciéndolo 2 a 0. Cayó en quiebra el 28 de diciembre de 2004 pero pudo seguir compitiendo por acogerse a la ley 22.284, de salvamento deportivo. Allí se nombró el órgano fiduciario, a cargo del juez Carlos Tale, que primero llamó al fideicomiso y luego dio intervención al fondo inversor que preside Rodrigo Escribano pero que tiene como hombre fuerte al famoso empresario Aldo Roggio.

##### 2005/2006
En ese 2005 ingresa como gerenciador Carlos Granero, quien arma un equipo, con Castagno Suárez, Luciano Leguizamón, Zárate, el retorno al club de Cuenca, Bustamante, Oyola, que en el Apertura 2005 le alcanza para quedarse en la B Nacional.

##### 2006/2007
En el 2006 llega Roberto Marcos Saporiti, que con 4 refuerzos más, llevó al equipo a la punta de la B Nacional durante todo el torneo, alternando fecha de por medio con San Martín de San Juan. El equipo llegó puntero a la fecha 19, pero no pudo ante un repleto Chateau Carreras contra Nueva Chicago, quien venció y fue el campeón. Talleres terminó 4.º con 33 pts, y 55 en la tabla general. Luego caería en el reducido ante Chacarita. Saporiti siguió en su cargo, y armó un equipo totalmente nuevo, con jugadores como Ceballos, Trullet, Valenti, Ríos, Pozo, pero renunció en la fecha 8 luego de la victoria ante Instituto 4 a 2. Fue reemplazado.

##### 2007/2008
En 2007 llegaría nuevamente Ricardo Gareca, junto con la vuelta del ídolo cordobés: Diego Garay; pero al no poder ganar en 9 partidos, sumado al mal juego del equipo, le significó su renuncia. Lo sucedería Salvador Capitano, que alcanzó a ganar un partido y empatar unos más para conseguir 9 puntos, de la mano de los jóvenes Julio Buffarini y Matías Leonel Quiroga, más los 19 de la campaña anterior, sumó, como decía, su peor puntaje, con 28 puntos en 38 partidos, salvándose nuevamente de jugar la promoción 2 fechas antes. Siguió Capitano, trayendo nuevos jugadores como Iván Borghello, el regreso de Julián Maidana, Héctor Cuevas, Franco Dolci, Valentín Brasca, Lucas Rimoldi, había comenzado bien, pero el triunfo 2 a 0 ante Instituto no alcanzó, y lo sucedió Rubén Darío Insúa, quien en su segundo partido venció a Belgrano con solo público visitante (35 mil hinchas de Belgrano de Córdoba), 1 a 0 con gol de Borghello, el recordado "Gol del silencio". Aún con este resultado, seguía complicado con el descenso.
En enero de 2008 Carlos Ahumada compra el 70 % de las acciones del club al gerenciador Carlos Granero, quien se convirtió en el nuevo gerenciador Albiazul. Con él vinieron los refuerzos Federico Lussenhoff, Alexandre Viveros, Paulo Rosales y el arquero Anthony Silva. La campaña tampoco fue buena, agregada a la despedida de Insúa, y el ingreso de Ángel David Comizzo como dt. Talleres se salvó del descenso directo en la última fecha contra Tiro Federal, pero no pudo evitar la promoción ante Club Atlético Racing de Córdoba, a quien venció 3 a 2 en el global.

##### 2008/2009
En 2009 con Humberto Grondona como DT, Talleres tenía la misión de sumar más de 55 puntos para salvarse del descenso, con refuerzos como Luis Salmerón, Cristian Zermatten, Sebastián Bartolini, Lucas Wilchez, Gastón Stang, Celso Esquivel y Guillermo Báez. Terminó tercero en la primera parte, pero el cambio de entrenador golpeó a Talleres, y entre Juan Amador Sánchez, Raúl Peralta y Roberto Marcos Saporiti no pudieron dar vuelta el timón y el equipo descendió al Torneo Argentino A. En septiembre de 2009, en plena competencia en este torneo, el juez que manejaba la quiebra del club, Carlos Tale, decide retirar el gerenciamiento a Carlos Ahumada, por lo cual se volvió al manejo del fideicomiso. En noviembre se designó a un nuevo juez, Saúl Silvestre, quien autorizó que la Fundación Azul y Blanco haga aportes económicos en el club. Se han notado los aportes de los integrantes de la fundación azul y blanco en el club ya sea en las inferiores tanto como en la habilitación del estadio "La Boutique" para 18.100 personas.

#### Años en el Argentino A
A Talleres le tocó sufrir 4 años en esta categoría. Hubo muchas transferencias entre temporadas ya que se perdía casi el equipo completo después de no lograr los objetivos del ascenso. En mayo de 2013 Talleres volvería a la B Nacional de la mano de Arnaldo Sialle habiendo tenido 6 técnicos distintos en su estadía en la tercera división argentina; a saber: Roberto Saporiti, Andrés Rebottaro, Héctor Arzubialde, Gustavo Coleoni, "Chaucha" Bianco y por último el histórico Arnaldo "Cacho" Sialle.

##### 2009/2010
El equipo nuevamente con Saporiti, con un equipo renovado y las incoporaciones de Solferino, Giordano, Monay y Anívole, Talleres quedó en las puertas de la clasificación, pero no logró el ascenso.

##### 2010/2011
Llegó Andrés Rebottaro, con las incorporaciones de Aranda, Sacripanti y Martinelli, el equipo estaba puntero de su zona, con la gente acompañándolo a donde iba, y con un promedio de 30 mil personas por partido de local en el Chateau Carreras. Lamentablemente para el club, no se consguió el ascenso esperado.
Aun así, estuvo en la tabla de los mejores 1000 clubes del siglo por la IFFHS, ubicado en el puesto 793, por encima de clubes como el Recreativo de Huelva (España), el Energie (Alemania), el Torino (Italia), el Macará (Ecuador), el Sparta Rotterdam (Holanda), el Beira Mar y el Rio Ave (Portugal).

##### 2011/2012
Talleres luego de un comienzo malo en el torneo con Bianco, obligó a la renuncia de este mismo y el cargo fue ocupado por Arnaldo Sialle, donde Talleres tuvo muchos problemas defensivos y bajas de jugadores importantes, logró tras ganarle a Tiro Federal por 2 a 0 asegurarse un lugar en el Undecagonal 2011 donde tras pasar la primera ronda quedando en el cuarto puesto cosechando 16 puntos (4 partidos ganados 4 empatados y 2 perdidos) jugó la tercera fase con partidos de ida y vuelta en el cual consiguió agónicamente pasar a la siguiente ronda y dejar a Racing de Córdoba afuera por ventaja deportiva (ya que Racing terminó penúltimo (undécimo) ya que en los 2 partidos disputados entre ellos en esta fase fueron empatados por 1 a 1.
En la próxima instancia Talleres se enfrentaba a Crucero del Norte donde en Córdoba empataron 0 a 0 y en Misiones el Colectivero dejó afuera a la "T" por 2 a 1, que logró ascender a la segunda división venciendo en la final del reducido al club Sportivo Belgrano, y en la promoción a Brown de Puerto Madryn.
Talleres llevó un promedio de 30 mil personas a todos los partidos.

##### 2012/2013
Para este año Talleres trajo refuerzos para lograr el objetivo, con 18 bajas, y 15 refuerzos, el matador buscaba el tan ansiado ascenso. Entre ellos, Javier Villarreal, un jugador salido de la cantera del club que venía de jugar en Nacional de Paraguay como uno de los símbolos más importantes para el elenco albiazul. El Cuerpo Técnico seguía siendo el mismo comandado por Arnaldo Sialle. Además, contando con la particularidad de que en la primera mitad del campeonato, sus partidos los jugó con una imagen de algún ídolo histórico del club, haciendo alusión a estar a un año de su centenario. Los distintos jugadores que aparecieron fueron la "Wanora" Romero, Daniel Willington, Luis Galván, la "Cata" Oviedo, Victorio Ocaño, Mario Bevilacqua, Diego Garay, el "Cachi" Zelaya, Humberto Bravo y el "Lute" Oste. El director técnico Arnaldo "Cacho" Sialle sacó durante todo el campeonato el 69,69 % de los puntos y terminó invicto el Undecagonal, consiguiendo así el ascenso para el club a la B Nacional y logrando que el club le renovara su vínculo.
Con motivo de los 99 años también se realizó un encuentro amistoso con Nacional de Montevideo y se preparó una película que se estrenaría para el centenario.
Talleres lograría el ascenso tras cuatro años a la Primera B Nacional el 6 de mayo de 2013 al vencer 1 a 0 a San Jorge de Tucumán y quedarse así con el título en el Undecagonal. El partido se jugó en Córdoba, ante 62 mil espectadores que colmaron las tribunas del Estadio Mario Alberto Kempes.

#### Vuelta a la "B" y retorno al Federal A

##### 2013/14
El regreso a la Primera B Nacional marcó la salida del "infierno" del Argentino A. El equipo renovó el contrato de "Cacho" Sialle y se sumaron un total de 15 refuerzos, para tratar de buscar el ascenso y así volver a Primera división. La pretemporada se realizó en San Jorge (Santa Fe), y el "Matador" debutó con Sarmiento de Junín en la primera fecha. En octubre fue convocado el jugador juvenil Cristian Pavón a la Selección de fútbol sub-17 de Argentina. También aquí concluye un gran ciclo de "Cacho", quien se va en la mitad de la temporada.
Sin embargo, los malos resultados condenaron a Talleres otra vez al Torneo Argentino A.

##### 2014
En el retorno de Talleres al Federal A, el club no pudo concretar su ascenso, superando ampliamente todas las instancias pero perdiendo la final del ascenso ante Gimnasia de Mendoza.
A fines de 2014 después de casi 10 años sin una comisión directiva propia por el estado de quiebra, el club empieza el levantamiento definitivo de esta y se le posibilita ir a las urnas para elegir a los sucesores del fondo de inversión. El 16 de noviembre se celebraron los comicios en los que tuvo como ganadora a la lista Talleres Vuelve; encabezada por el empresario Andrés Fassi. La agrupación Talleres Vuelve (presidida por Fassi) venció de manera aplastante a Talleres es de su gente (liderada por Gustavo Lawson) consiguiendo el 78,16 % de los votos (1099 sufragios). Estuvieron habilitados aproximadamente 1700 socios para votar.
La lista ganadora estaba encabezada por Andrés Fassi como presidente y Rodrigo Escribano, José Tanus Rufeil y Néstor Quiñones como vicepresidentes primero, segundo y tercero, respectivamente.

#### Presidencia de Andrés Fassi

##### 2015
Ya en otra etapa y con un nuevo presidente, el club ha realizado una exitosa campaña de socios teniendo llegando a tener un récord histórico de 25 000 socios activos. Se han realizado también trabajos en el predio de la institución, la sede social, el gimnasio con nuevo equipamiento, y la Boutique de Barrio Jardín. La pretemporada tuvo 3 etapas al mando del director técnico Frank Darío Kudelka, la primera en Alta Gracia, la segunda en Santa Fe y la tercera en México con amistosos con el Club León, el Tlaxcala Fútbol Club y Mineros de Zacatecas.
Además, las divisiones inferiores desde cuarta a novena compitieron nuevamente en el torneo de AFA, logrando la 11.ª posición general, siendo los únicos representantes de tercera división en la Zona Campeonato.
El objetivo de conseguir el ascenso a la Primera B Nacional fue logrado con éxito, logrando el 73,11 % de los puntos, el mejor registro de las seis temporadas en las que le tocó habitar en la tercera categoría del fútbol argentino. Además, finalizó el torneo prácticamente invicto, ya que perdió un solo partido (1-0 ante Maipú de Mendoza).

##### 2016
El club retornó a la Primera B Nacional preparado para afrontar el torneo de transición con varios refuerzos, tanto nacionales como extranjeros. Consiguió el título y logró ascender de manera invicta a la Primera División dos fechas antes de la finalización del campeonato ganándole en la fecha 19 a All Boys en Floresta; un partido difícil para El Matador que se quedaría sin uno de sus referentes del equipo a los 41 minutos del primer tiempo, Rodrigo Burgos, quien fue expulsado por una doble amonestación. Talleres con 10 jugadores en el segundo tiempo se mantuvo a la espera de su rival, quien lograría marcarle el 1 a 0, tanto convertido por Germán Lessman a los 83 minutos del segundo tiempo, condenandoló al Matador si perdía a esperar una fecha más para concretar el título ya que Chacarita (su perseguidor) goleaba a Independiente de Mendoza; pero ante la presión de Frank Kudelka junto con las substituciones que colocó, el equipo rápidamente se repuso y consiguió el empate; a los 84 minutos, Gonzalo Klusener convertía el 1 a 1 con asistencia de Emanuel Reynoso, finalmente luego de una seguidilla de ataques, Talleres consiguió dar vuelta el resultado marcando el 2 a 1; gol agónico que sin dudas pasaría a la historia, en el último minuto de la adición (minuto 95) Pablo "El Cholo" Guiñazú con un remate de afuera del área consiguió convertir un tanto excepcional y de esta manera el Club de Barrio Jardín regresa a la Primera División del Fútbol Argentino después de casi 12 años jugando en el difícil ascenso Argentino.

##### 2016/17
El equipo después de doce años jugará su vigésima primera temporada en la Primera División, en su tercer retorno a la categoría. La misma empieza a fines de agosto de 2016 y se extiende hasta junio de 2017; cuenta con 30 fechas (partidos únicos con la diferencia de que el clásico es ida y vuelta).
El día viernes 4 de noviembre de 2016 el club llegó a los 50 000 socios activos, un hecho histórico para el fútbol cordobés y la institución. El afortunado socio que goza de este privilegio es Luis Reynaldo Sayavedra; quien luego de asociarse fue fotografiado con su familia y dado a conocer en los medios y redes sociales de la institución de Barrio Jardín.
El club finaliza la primera parte del campeonato en la 11.ª posición, concluyendo un gran año deportivo e institucional.

El 29 de diciembre de 2016 se da por concluido el proceso de quiebra (iniciado en 2004) y la institución cierra el capítulo más nefasto de su historia. El comunicado del club se publicó en su web oficial y se lo dio a conocer por sus redes sociales:
"El Club Atlético Talleres informa que en el día de la fecha el Dr. Saúl Silvestre, Juez de Concursos y Sociedades n.º 7 de la ciudad de Córdoba, por petición de las autoridades de la Institución ha dictado resolución que dispone la conclusión del proceso de quiebra que afectaba al Club. Con esta resolución, luego de más de 12 años, el Club Atlético Talleres ha salido de la situación falencial que lo afectaba, habiendo recobrado para los socios de manera definitiva el manejo de su patrimonio y activos. Agradecemos al Dr. Saúl Silvestre, a los fiduciarios Dr. Daniel Rufener y Cr. Gustavo Eluani, y a todos los Dirigentes que posibilitaron el levantamiento de la quiebra que afectó a Talleres durante 12 años, situación que la actual Comisión Directiva, había prometido ante todos los socios de la Institución cumplirla antes del cierre de año."
A causa de una protesta en todo el fútbol argentino, la reanudación del campeonato se hace un mes después de lo pactado (de principios de febrero a principios de marzo).
El domingo 19 de marzo de 2017; Talleres, por la fecha 16; consigue un triunfo histórico sobre Boca Juniors 2 a 1 de visitante; un partido que el Matador le jugó de igual a igual a los  Xeneizes. Talleres empezó perdiendo por un gol de Oscar Benítez a los 24 minutos del primer tiempo; el marcador lo igualó Victorio Ramis sobre el final del primer tiempo. En el segundo tiempo Boca tuvo muchas ocasiones de gol sin embargo Talleres consiguió cerrar muy bien su defensa y a los 36 minutos del segundo tiempo Emanuel Reynoso sentenció el 2 a 1 definitivo. A destacar se puede mencionar que ambos goles fueron marcados por jugadores surgidos de las divisiones inferiores de Talleres. (Resumen del partido).

El 3 de mayo por medio de un comunicado de la Comisión Directiva se dieron a conocer los temas y la fecha en la que se celebrará la Asamblea de Socios:
"Por acta de Comisión Directiva n.º 30 de fecha 03 de mayo de 2017, se ha dispuesto convocar a los socios del CLUB ATLÉTICO TALLERES a Asamblea General Extraordinaria a realizarse en el Orfeo Superdomo ubicado en Avda Cardeñosa n.º 3450 de la ciudad de Córdoba, el día 11 de junio de 2017 a las 09:45 hs en primera convocatoria y a las 10:45 hs en segunda convocatoria, a fin de considerar el siguiente orden del día: 1) Designación de dos socios para que suscriban el acta de Asamblea, además del Presidente, Secretario General y Secretario de Actas de la Institución (art. 28 Estatuto Social). 2) Motivos por los que se convoca fuera de término a la Asamblea para tratar el ejercicio cerrado el 30 de noviembre de 2016. 3) Consideración de Memorial Anual de la Comisión Directiva, Estados contables compuestos por: Estado de Situación Patrimonial; Estado de Recursos y Gastos, Estado de Evolución del Patrimonio Neto, Estado de Origen y Aplicación de Fondos, Notas y Cuadros Anexos correspondientes al ejercicio económico cerrado al 30 de noviembre de 2016, e Informe de la Comisión Revisora de Cuentas. 4) Modernización del Estatuto de la Institución." LA COMISIÓN DIRECTIVA.
El sábado 20 de mayo, el equipo consigue su objetivo de permanecer en la Primera División del fútbol argentino; luego de derrotar como visitante a Sarmiento de Junín por 4 a 1 por la fecha 25 del torneo (cinco fechas antes de que concluya el campeonato).
El 11 de junio se celebró la asamblea de socios y los proyectos propuestos fueron aprobados por unanimidad de los socios.
Talleres finalizó el campeonato en 15.º lugar obteniendo 42 puntos, ganó 11 partidos, empató 9 y perdió 10. El diario Ámbito realizó una encuesta entre sus lectores de todo el país para elegir la camiseta más linda del fútbol argentino. Con 3100 sufragios, la casaca de la “T” fue la que más votos recibió.

##### 2017/18
En julio del 2017 el equipo inicia la pretemporada. Durante esta temporada, llegaron varios futbolistas que carecían de renombre pero que luego serían claves para disputar los primeros puestos de la liga, tales como Lucas Olaza, Nahuel Tenaglia, Facundo Medina y Sebastián Palacios. En Copa Argentina, Talleres caería en dieciseisavos de final ante Gimnasia de Mendoza, pero alcanzaría el quinto puesto de la Superliga en el campeonato nacional. Esta ubicación le permitió volver después de 18 años a la Copa Libertadores de América.

##### 2018/19
Tras la confirmación de que el DT Frank Darío Kudelka no renovaría su contrato con el club para la próxima temporada, el club anuncia la contratación de Juan Pablo Vojvoda. Volvieron a llegar jugadores que luego serían claves para los años futuros del club, como Tomás Pochettino, Diego Valoyes y Andrés Cubas. La política de comprar jugadores a bajos precios para luego venderlos al exterior sería una constante durante los años de la presidencia de Andrés Fassi. Para jugar la Copa Libertadores 2019 llegaron a préstamo Enzo Díaz de Club Agropecuario Argentino y Dayro Moreno de Atlético Nacional, entre otros futbolistas.
En la Fase 2 de la competencia internacional, superó al São Paulo por un global de 2 a 0, pero cayó en Fase 3 ante Palestino de Chile. Por Copa Argentina, superó a Midland en treintaidosavos de final y cayó en dieciseisavos ante Rosario Central durante la tanda de penales. El torneo nacional se dividió en dos: el campeonato de la Superliga y la Copa de la Superliga. En el primero, Talleres peleó como el año anterior por un lugar en los torneos internacionales, pero finalizó en el 12.º puesto, a un punto de Lanús, el último clasificado. En el segundo, Talleres llegó hasta octavos de final, donde cayó frente a Atlético Tucumán.
Previo al inicio de la Copa de la Superliga, el ídolo histórico del club Pablo Guiñazú anunció su retiro.

##### 2019/20
Luego de la finalización del contrato de Juan Pablo Vojvoda, Talleres contrata al director técnico uruguayo Alexander Medina, quien solo había registrado una experiencia como entrenador en el Club Nacional de Football. Allí había resultado subcampeón del Campeonato Uruguayo y de la Supercopa, habiendo también disputado partidos de la Copa Libertadores y Copa Sudamericana en el año 2018.
Talleres volvió a finalizar en mitad de tabla al terminar el torneo, pero luego la Copa de la Superliga fue cancelada debido a la pandemia de COVID-19. En su lugar, se disputó la Copa de la Liga Profesional, también llamada Copa Diego Armando Maradona, al año siguiente. Sin embargo, los puntos conseguidos en esta temporada le alcanzaron para lograr la clasificación a la Copa Sudamericana 2021. En la Copa Argentina, cayó en octavos de final ante Almagro, que venía de eliminar en la etapa anterior a Boca Juniors.
Finalizada la temporada logró ventas récords para la historia del club con el pase de Facundo Medina al R. C. Lens y Andrés Cubas al Nîmes Olympique, ambos clubes de Francia.

##### 2020/21
Tras la vuelta del fútbol argentino luego del receso debido a la pandemia de COVID-19 Talleres disputó la Copa de la Liga Profesional 2020 en la que participó del llamado "grupo de la muerte" junto a Boca, Newell's y el Lanús. La T avanzó segundo en su grupo a la Etapa Final, donde volvió a quedar segundo de su grupo sin poder llegar a la final, donde Boca le ganó a Banfield, club que había vencido el Grupo B que conformaba Talleres.
En medio de la temporada, el club concretó la mayor venta en la historia de la institución, con el pase de Nahuel Bustos al Girona Fútbol Club de España.
En el segundo torneo disputado en esa temporada, la Copa de la Liga Profesional 2021, la "T" cayó por penales en cuartos de final frente a Colón, quien luego se consagraría campeón. En la Copa Argentina, Talleres avanzó dos etapas, pero esta edición finalizó recién en la temporada siguiente.
Talleres participó por primera vez en su historia de la Copa Sudamericana, en su edición 2021. Consiguió 8 puntos, pero no le alcanzó para clasificar a los octavos de final.

##### 2021
Previo al inicio de la temporada, Talleres concretó otras dos de las mayores ventas de la historia del club, con las transferencias de Federico Navarro al Chicago Fire y de Piero Hincapié al Bayer 04 Leverkusen.
En este año se volvió a disputar un torneo de liga, luego de dos copas nacionales en la temporada anterior. Talleres finalizó en el tercer puesto tan solo un punto por debajo de Defensa y Justicia. Fue la mejor performance del equipo desde el Nacional 1977, en el que había sido subcampeón.
También logró un campeonato récord en la Copa Argentina de ese año, ya que llegó a disputar la final, instancia a la que nunca antes había llegado. Perdió esta ante Boca Juniors por penales tras el 0 a 0 en los 90 minutos regulares. También consiguió una vez más la clasificación a la Copa Libertadores 2022.

## Presidentes

### Cronología de presidentes
A lo largo de su historia, el "Matador" ha tenido cuarenta y siete presidentes (sin contar los gerentes que iniciaron en 2004, por la quiebra de la institución), entre ellos siete han tenido más de un mandato, que tuvieron la responsabilidad de conducir los destinos institucionales del club. Los mismos fueron:

### Comisión directiva (2021-2025)
- Presidente: Andrés Miguel Fassi.[90]
- Vicepresidente 1°: Gerardo Andrés Moyano Cires.
- Vicepresidente 2°: Guillermo José Carena.
- Vicepresidente 3°: Rodrigo Florencio Escribano.
- Vicepresidente 4°: Gustavo Justo Gatti.
- Vicepresidente 5°: José Ignacio Galloppa.
- Vicepresidente deportivo: Sebastián Fassi.[91]
- Secretario General: Juan Bautista Fassi.
- Secretario Legal y Técnico: Ignacio Vélez Funes.
- Secretario Deportivo: Luis Maximiliano Calvimonte.
- Secretario de Actas: Luis Eduardo Villalba.
- Secretario de Finanzas: Rodolfo Constantino Onofri.
- SubSecretario de Finanzas: Ignacio Raúl Cuffia.
- Vocales: Néstor del Milagro Quiñones, José Tanus Rufeil, Rodolfo Roggio, Aldo José Rainero, Agustín Lascano Villafañe, César Adrián Suárez, Dolores Egea, Horacio Parga Defilippi, Jorge Aristides Ruival, Emilio De Biasi, Matías Agustín Santos Crocsel, José Humberto Mansilla, Alejandro Ariel Busch, Gastón Atelman
- Comisión Revisora de Cuentas: Fernando Carlos Merino, Julio César Secondi, María Soledad Ortíz, Juan Walker, Diego Suárez, Sebastián Alejandro Tapia.
- Asamblea de representantes de socios: 100 titulares y 30 suplentes.

También son parte del club los campeones mundiales Luis Galván, como director de escuelas de fútbol y fútbol femenino, y José Daniel Valencia, como embajador albiazul, representando al club en distintos eventos.

## Entrenadores

### Cronología de entrenadores
Los entrenadores en campeonatos de AFA se cuentan desde 1969, en la primera participación de Talleres en los Nacionales. Antes los DTs dirigían únicamente en la LCF.

## Símbolos

### Himno
El himno del club fue creado por María Isabel Chércoles y Enrique Chitarrini.
La canción fue reversionada en 2023 por el premioado músico cordobés Ariel Ardit por el 110.º aniversario de la institución.
| Himno del Club Atlético Talleres |
| |
| Ya están firmes, once leones de Talleres son las fieras sin domar. No hay un cuadro que lo iguale ni en la garra, ni en la clase, ni en guapear. Siempre listo, siempre noble en honor de sus colores lideará. En el blanco y azul, su divisa tendrá. Con aliento de la hinchada triunfará. Once brazos de Talleres incansables de férreo corazón. Once leones que en la lucha se agigantan con su ciencia y su valor. El prestigio de su cuadro lo defienden con nobleza con tesón. Y tras rudo final, triunfador sin rival, se consagra sobre todo el campeón. Esplendente ya el sol de la victoria, la jornada de lucha iluminó. Y la marcha triunfal vibrante entona la falange que alienta al vencedor. Más no importa mañana si vencidos, retornamos al campo del honor. Derrotado o triunfante, muy altivo, pues Talleres es siempre gran campeón. |
| |

### Escudo
El escudo siempre mantuvo los mismos colores. El actual es azul en casi su totalidad, con cuatro rayas verticales blancas que parten desde la parte inferior del escudo y se cortan en la parte superior donde se ven las iniciales del club en color blanco.
El 23 de febrero de 1964 la mística e identidad que transmitió Rodolfo Bútori influyó para que el equipo salga al césped de La Boutique a enfrentar a Boca Juniors con el escudo en el uniforme del Club. A pesar de que en 1966 el escudo volvió a lucirse, recién se lo volvió a ver alternadamente en la década de 1980. A partir de 1994 es marca registrada en la camiseta.
En 1998, Talleres regresó a Primera División con el escudo en grande en la remera. Al año siguiente cambió el modelo para luego conseguir el primer título internacional de la provincia y en el nuevo milenio disputó la Copa Libertadores y la Copa Mercosur con distintos diseños.
El escudo no tiene definición en el Estatuto y tampoco en ningún documento oficial. Más de veinte diseños están presentes en diversos registros a lo largo de más de cien años. La actual conducción ha decidido utilizar el de trazos más tradicionales en formas y combinación de colores hasta tanto la participación de los socios acompañe una decisión que permita su incorporación formal a los Estatutos.

## Uniforme

#### Uniforme titular
| 1913 | 1915 | 1964 | 1970 | 1973 | 1978 | 1980 | 1981 |  |

| 1982 | 1983 | 1984 | 1986 | 1987 | 1990 | 1993 | 1994 |  |

| 1995 | 1998 | 1999 | 2000 | 2001 | 2002 | 2003 | 2004 |  |

| 2005 | 2006 | 2007 | 2008 | 2009 | 2010 | 2011 | 2012 |  |

| 2013 | 2014-15 | 2015-16 | 2016-17 | 2017-18 | 2019-20 | 2021 | 2022 |  |

| 2023 | 2024 | 2025 |

#### Uniforme alternativo
| 2010 | 2011 | 2012 | 2013 | 2014-15 | 2015-16 | 2016 | 2017 |

| 2017-18 | 2018 | 2019-20 | 2020 | 2021 | 2021-22 | 2022 | 2022-23 |

| 2023 | 2023 | 2024 | 2024 | 2025 | 2025 |

##### Origen de los colores
El uniforme fue ideado por el fundador inglés Tomás Lawson, quien decidió los colores azul y blanco ya que era hincha del Blackburn Rovers, donde había jugado unos años antes de emigrar hacia la Argentina. Principalmente, por la falta de indumentaria en la época, los primeros colores de la camiseta del club, hasta pasada la mitad del siglo XX, fueron el morado y el blanco, o el bordó y el blanco, que eran los colores más parecidos que se consiguieron al azul y blanco. Es así que en ciertas publicaciones de diarios de la época, se detallaba curiosamente que Talleres utilizaba la camiseta de colores bordeaux y blanco o en algunas se decía directamente que eran camisetas de rojo y blanco.
La tradición de la familia Lawson cuenta que Tomás siempre quiso remeras con bastones azules y blancos, en donde el azul tenía que ser fuerte e intenso como el del Blackburn Rovers, institución de su Inglaterra natal. Así las mandaron a hacer pero algo salió mal con la tinta en la casa que las confeccionó y el azul no fue azul sino morado. Cuando el primer juego de camisetas fue retirado de la tradicional Casa Gath and Cháves, el color no fue el esperado y por cuestiones de tiempo el Club debió jugar con lo que tenía. Al año siguiente, las autoridades de la Federación Cordobesa recibieron una nota que informaba que la camiseta para la temporada que estaba por comenzar sería azul y blanca. Las mandaron a hacer de nuevo, pero esta vez en Casa Bártolas.
“El equipo de la violeta y blanco se presentó con el nuevo uniforme que usará en la temporada (azul obscuro y blanco) el que da buen golpe de vista”, se publicó en el diario Los Principios en la crónica del amistoso que Talleres le ganó a General Paz Juniors el 28 de marzo de 1915. A partir de aquella jornada los colores distintivos del Club fueron los utilizados y así lo confirma el estatuto en el artículo número dos.
Recién en 1943 aparecieron franjas anchas en la camiseta titular. A partir de la presidencia de Luis María Zapata, Talleres alternó el grosor de los bastones de la tradicional remera.

##### Uniformes alternativos
A lo largo de la historia más de una decena de colores también han vestido alternativamente a los jugadores de Talleres como el amarillo, anarajado, blanco, bordo, gris, negro, rojo entre otros.
Durante las primeras décadas, el Club utilizó camisetas suplentes que los libros de historia no saben explicar su procedencia. En 1914 enfrentó a Belgrano por la final de la Copa Reyna Victoria con los colores patrios (celeste y blanco), modelo a bastones verticales que volvió a utilizar al año siguiente cuando disputó un amistoso ante la entidad de Alberdi a beneficio de las víctimas del terremoto que destruyó por completo la ciudad de Avezzano, en el centro de Italia. En octubre de 1916 la visita del Racing Club de Avellaneda provocó el cambio de camisetas en un Talleres que salió a la cancha vestido completamente de blanco.
A lo largo del tiempo, las alternativas fueron variando en colores y diseños. En 1917 la institución enfrentó a Gimnasia de Mendoza que llegó con un solo juego de camisetas, parecido al de Talleres. En la vieja cancha detrás de los talleres del Ferrocarril Central Córdoba, el Club vistió los colores de Universitario (blanco con una franja horizontal roja) para enfrentar a los mendocinos. En 1928 Tiro Federal de Rosario jugó ante un Talleres que tuvo que pedir camisetas prestadas para la ocasión por lo que Alem le cedió sus remeras para salir a la cancha vestido de rojo. Cuatro años después 9 de Julio provocó nuevamente el cambio de indumentaria en un Talleres que se vistió con los colores de la Liga Cordobesa: rojo, blanco y azul.
En 1951 la utilería recibió el primer juego de camisetas diseñado para evitar especulaciones a la hora de enfrentar a rivales donde los colores se tornaran confusos. Por la cuarta fecha del Oficial de la LCF, Talleres y Racing jugaron un partido en La Boutique (empataron 4-4) en donde el equipo de Talleres se vistió por primera vez con una casaca completamente azul. Otro detalle es que Racing de Nueva Italia fue la entidad ante la cual se debió recurrir más veces a colores alternativos. Por ejemplo en 1951, 1958, 1965 y 1976, Talleres se vistió con modelos muy similares a los de Vélez Sarsfield para enfrentar a “la academia”.
Otra de los colores emblemas de la era dorada fue el naranja. Desde 1977 hasta 1982, el Club lució distintos modelos de camisetas con ese color que resurgió en 1995 y volvió a lucirse en 2015 como “Camiseta Homenaje” al buen fútbol que pregonó aquel Talleres. En 1979 Talleres enfrentó al A. C. Milan vestido de naranja.

#### Indumentaria y patrocinadores
63 años pasaron para que la primera marca diseñara las camisetas de la institución. En 1976, Talleres debutó en el Nacional y lo hizo en el Viejo Gasómetro ante San Lorenzo de Almagro con una remera que promocionaba a Córdoba como subsede del Mundial 1978. Además, significó la presentación de Adidas en la institución que fue marca oficial hasta 1993.
Ya con Adidas como parte de Talleres, el Club alternó camisetas con diseños propios y otras de la marca. En 1974, Amadeo Nuccetelli mandó a jugar al equipo con una de las titulares más recordadas. Adidas también lució el primer gran patrocinador de la institución: La firma de calzados Rigazio apareció por primera vez en 1983 como aviso publicitario.

Latam Airlines otro de sus patrocinadores más destacados.

A partir de 1993 distintas marcas se hicieron presentes en la confección de las camisetas. Desde 2019, el patrocinador en su camiseta es ICBC, mientras que en 2024 se sumó a la parte frontal inferior la empresa suiza líder en la industria de la construcción, en la producción de cemento, concreto y agregados Holcim.
Algunos de los patrocinadores principales de Talleres son los siguientes; ICBC, Claro, Latam Airlines, Pepsi, Quilmes y Gatorade.
| Período     | Proveedor      | Logo |
| ----------- | -------------- | ---- |
| 1976-1993   | Adidas         |      |
| 1994-1995   | Penalty        |      |
| 1995-1998   | Olan           |      |
| 1999-2000   | Umbro          |      |
| 2000-2001   | Mitre          |      |
| 2002-2005   | Puma           |      |
| 2005-2008   | Penalty        |      |
| 2008-2011   | Kappa          |      |
| 2011-2019   | Penalty        |      |
| 2019-2023   | Givova         |      |
| 2024 - Act. | Le Coq Sportif |      |

| Período   | Patrocinador(es)                                     |
| --------- | ---------------------------------------------------- |
| 1983-1986 | Rigazio                                              |
| 1986-1988 | Pinturas Cremar                                      |
| 1988-1990 | Jugos Cabalgata                                      |
| 1990-1992 | Cervecería Córdoba                                   |
| 1992-1994 | Lurocard                                             |
| 1994-1996 | Video Visión                                         |
| 1996-1998 | Máxima AFJP                                          |
| 1999      | Lotería de Córdoba                                   |
| 2000      | Efectivo Sí                                          |
| 2000-2002 | CTI Móvil                                            |
| 2002      | Pinturerías Szumik Chevallier Pinturerías del Centro |
| 2003      | Fiat Banco de Córdoba                                |
| 2004-2006 | Banco de Córdoba                                     |
| 2007      | Sinteplast Banco de Córdoba                          |
| 2008-2009 | Cerro Banco de Córdoba                               |
| 2009-2010 | Casinos de Córdoba Liderar Seguros                   |
| 2010-2013 | Mondial Banco de Córdoba                             |
| 2013-2015 | Pritty Banco de Córdoba                              |
| 2015-2019 | BBVA                                                 |
| 2019-2024 | ICBC                                                 |
| 2024-Act. | Holcim                                               |

## Estadio

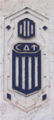
Escudo de La Boutique.

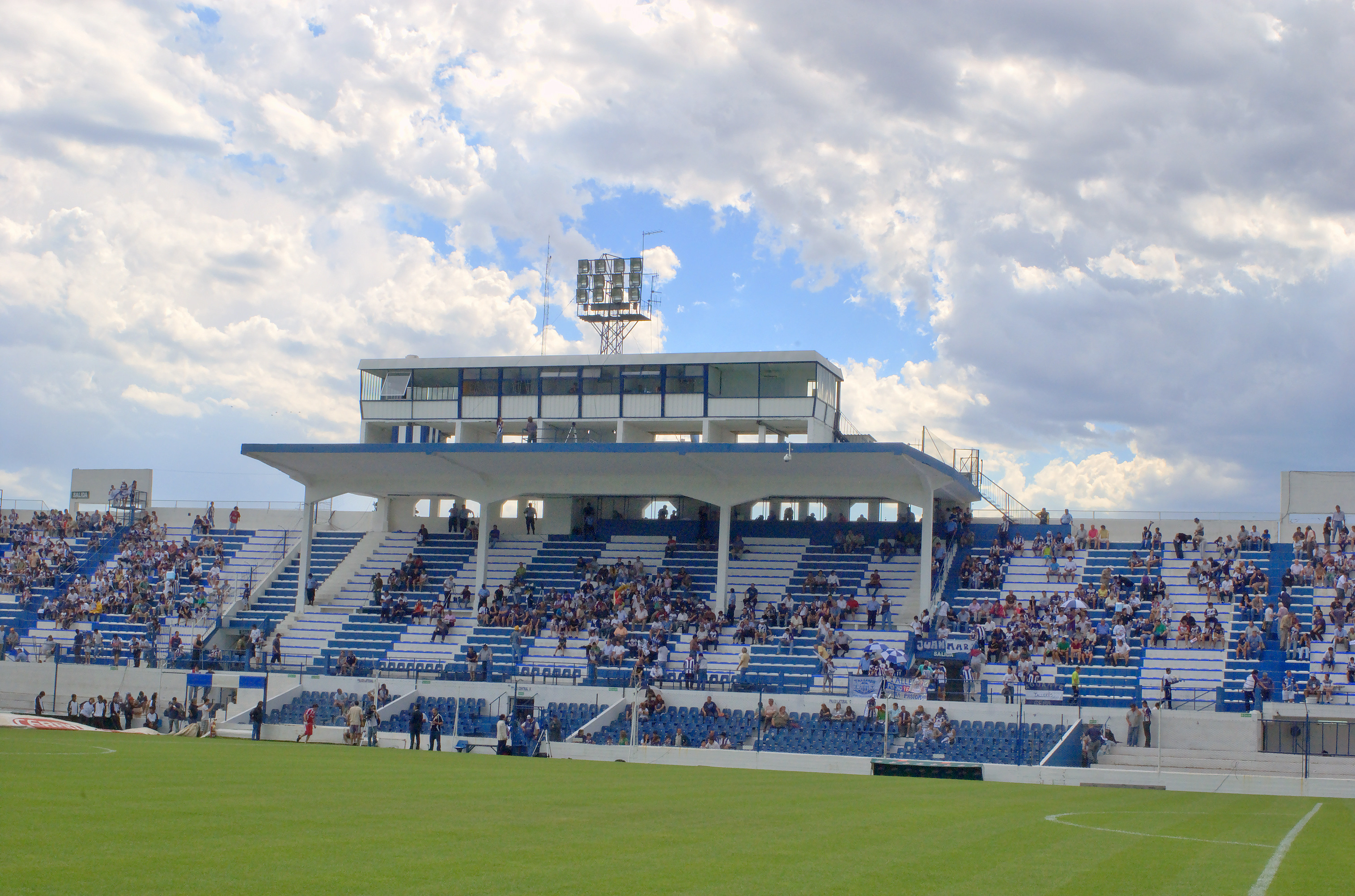
Platea de La Boutique.

El primer campo de juego donde los jugadores de la T comenzaron a patear la redonda fue en un terreno donde estaba la casa de los hermanos Salvatelli (Luis y Horacio), dos de sus fundadores, en Avenida Patria y Cochamamba, lo que hoy es barrio Pueyrredón. No obstante, era necesario contar con un terreno con las condiciones adecuadas para poder afrontar encuentros contra otras entidades.
Augusto López, propietario de numerosos terrenos en el alto General Paz, cedió una de sus tierras ubicadas en la manzana comprendida entre las calles La Madrid, Garay, General Deheza e Ibarbaiz para que se construyera una cancha. Los trabajos de emparejamiento del terreno fueron arduos. Se tuvo que desmontar gran parte, pero la labor pudo terminarse.
Cuando todo estaba listo sucedió lo inesperado. Una tarde, después que los socios dejaron sus labores en el ferrocarril, se dirigieron al lugar donde estaba ubicada la cancha. La sorpresa se la llevaron cuando vieron que todo el trabajo realizado se había venido abajo. En el centro del terreno se realizaban excavaciones para levantar un edificio.
Sin embargo, el 29 de mayo de 1931, en el barrio Jardín Espinoza, se puso la piedra fundamental de un estadio para la práctica deportiva. La construcción se llevó a cabo en un predio donado por Francisco Espinosa Amespil. El coliseo (realizado en base al proyecto ideado por dos renombrados ingenieros civiles: S. Allende Posse y Agenor Villagra), fue inaugurado el 12 de octubre de ese mismo año, con un encuentro amistoso con Rampla Juniors. Contaba en ese entonces con una capacidad para 5 mil personas, con el tiempo se fueron ampliando sus comodidades hasta llegar a las aproximadamente 15 mil localidades actuales. Los primeros 11 jugadores de Talleres que pisaron la flamante gramilla fueron: Paolucci, Bertolino, Landolfi, Ortiz, Aguirre, Freytes, M. Salvatelli, Albarracín, H. Salvatelli, Cifras y Sánchez.
La inauguración de la cancha se produjo el 12 de octubre de 1931, con un encuentro amistoso con Rampla Juniors de Montevideo. En 1944 se ampliaron las tribunas populares y en 1951 se instalaron las plateas en el sector oficial, con lo que la capacidad del estadio se extendió a 16.750 personas. En los Nacionales de la década del '70, con tubulares, llegó a tener capacidad para 25 000 personas.
En marzo de 2008, con el gerenciamiento de Carlos Ahumada, La Boutique fue refaccionada en gran medida, quedando habilitada nuevamente para encuentros de la Asociación del Fútbol Argentino. La obra más importante es la instalación de una nueva iluminación en el estadio, que duplicó la antigua capacidad energética. El 20 de marzo de 2008 'La Boutique' recibe de nuevo a su equipo mayor, después de 4 años, pues el último partido jugado ahí había sido 30 de agosto de 2003, cuando cayó ante Olimpo de Bahía Blanca por 1 a 0. La reinauguración fue ante Quilmes, ganando por 2 a 1.
Durante el mes de enero de 2011 la Boutique fue refaccionada quedando habilitada para las 18.100 personas que alberga al día de hoy. Aunque este estadio sea propiedad de Talleres, actualmente el club usa el Estadio Mario Alberto Kempes por razones de recaudación. Este estadio también lleva en la popular norte el nombre del ídolo matador, Daniel Willington, otorgado mediante una votación del diario La Voz del Interior.

## Hinchada
La hinchada de Talleres ha sido destacada en numerosas oportunidades como la más grande de Córdoba y la más grande del interior del país. La barra del club es conocida como "La Fiel". En los partidos disputados en el Mario Alberto Kempes se ubica en la tribuna norte, la histórica tribuna del club, también conocida como "Tribuna Willington" en honor a Daniel Willington el histórico jugador de la institución.

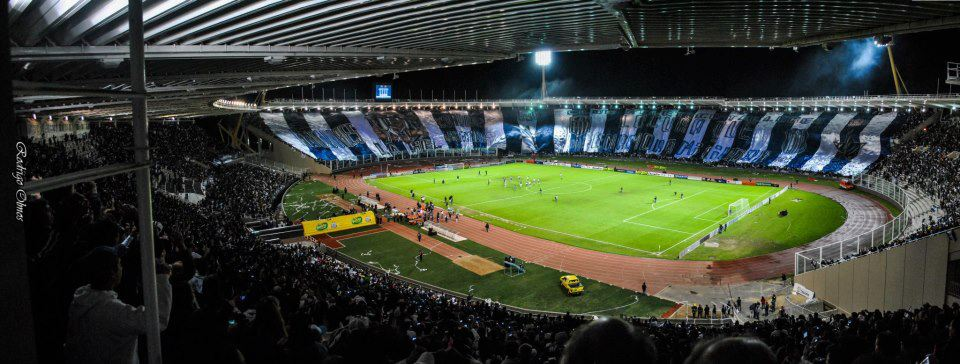
La hinchada de Talleres en el partido amistoso ante Nacional de Uruguay por los 99 años del club.

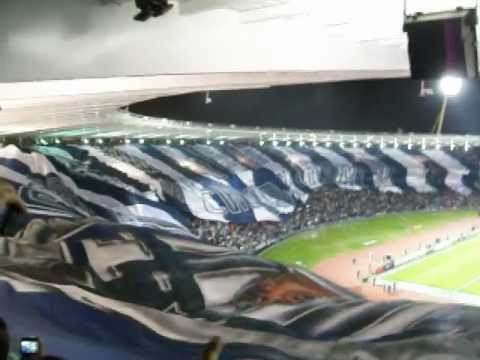
Despliegue de la bandera, vista desde la popular.

En la década del 70, tras la llegada como presidente de Amadeo Nuccetelli, Talleres tuvo sus épocas doradas, y pasó a ser considerado por muchos como "el mejor equipo del país". Además es destacado a nivel internacional por la pasión de sus hinchas y los cánticos en las tribunas, llegando a ser noticia numerosas veces en España, Perú y Francia, entre otros países.
El número máximo de hinchas que ha llevado a la cancha fue de 62 000 personas ante San Jorge en 2013, seguido de las más de 60 000 personas que lo vieron ante Unión Aconquija en 2015 y ante Belgrano en 2023.

### Encuestas de popularidad a nivel nacional

#### Encuesta de Gran DT
En 2009 el concurso organizado por el Diario Clarín Gran DT armó una lista con la cantidad de simpatizantes de cada club según marcaba la tendencia de los usuarios. Según los resultados, Talleres se ubica en la 13.ª posición a nivel nacional, siendo el equipo de Primera B Nacional mejor ubicado en la tabla y el equipo cordobés con más hinchas (cuarto del interior del país).
| 12.º                         | Huracán        | 0,81 % | 16.154 |
| 13.º                         | Talleres       | 0,75 % | 15.163 |
| 14.º                         | San Martín (T) | 0,73 % | 14.731 |
| Gran DT, 10 de mayo de 2009. |                |        |        |

#### Encuesta del Diario Olé
El realizó el Registro Nacional del Hincha 2012, Talleres finalizó en la 7.ª posición, lo que lo posicionó como el mejor equipo del interior del país.
| 6.º                                 | San Lorenzo | 15 20 |
| 7.º                                 | Talleres    | 6755  |
| 8.º                                 | Newell's    | 5640  |
| Registro Nacional del Hincha, 2012. |             |       |

#### Encuesta de TyC Sports
El canal deportivo TyC Sports realizó el censo nacional de Hinchas, en el año 2022, del que participaron más de un millón de simpatizantes de todo el país. Talleres quedó en la 5.ª posición a nivel nacional.
| 4.º                                         | Racing Club   | 63 395 |
| 5.º                                         | Talleres      | 60 897 |
| 6.º                                         | Independiente | 54 691 |
| Censo Nacional de Hinchas TyC Sports, 2022. |               |        |

El mismo medio había realizado el mismo censo en el año 2015, con la participación de unas 250 000 personas. En ese momento, Talleres había ocupado la 8.ª posición, nuevamente como el mejor ubicado en el interior.
| 7.º                                         | San Lorenzo | 4,71 % |
| 8.º                                         | Talleres    | 3,76 % |
| 9.º                                         | Colón       | 2,74 % |
| Censo Nacional de Hinchas TyC Sports, 2015. |             |        |

## Datos del club

### Datos del club en el profesionalismo de AFA
- Puesto histórico: 21.º.[132]
- Participaciones en 1.ª: 38
- Participación en el Torneo Nacional (previas a su inclusión en la primera división como equipo regular): 8 (1969, 1970 y 1974-1979)
- Temporadas en Primera División: 30 (1980-1992/93, 1994/95, 1998/99-2003/04 y 2016/17-Presente).
  - Mejor puesto en Primera División: 2.º en el Torneo Nacional 1977, Primera División 2023 y Primera División 2024.
  - Peor puesto en Primera División: 20.º en los torneos Primera División 1987/88, Clausura 1993, Apertura 1994 y Apertura 2001.
- Temporadas en 2.ª: 11 (1993/1994, 1995/96-1997/98, 2004/05-2008/09, 2013/14 y 2016).
  - Mejor puesto en Segunda División: 1.º en la Primera B Nacional 1997/98 y la Primera B Nacional 2016.
  - Peor puesto en Segunda División: 20.º en la Primera B Nacional 2006/07.
- Temporadas en 3.ª: 6 (2009/10-2012/13 y 2014-2015).
  - Mejor puesto en Tercera División: 1.º en el Torneo Argentino A 2012/13 y el Torneo Federal A 2015.
  - Peor puesto en Tercera División: Eliminado en primera fase en el Torneo Argentino A 2009/10.
- Mayor goleada conseguida:
  - En la Primera A: 8-2 a Mariano Moreno (Junín) en 1982.[133]
  - En el Primera B Nacional: 6-0 a Huracán Corrientes en 1997.[134]
  - En el Torneo Argentino A: 5-1 a Estudiantes de Río Cuarto en 2010.[135]
  - En la Copa Argentina: 5-0 a Deportivo Laferrere en 2019.[136]
  - En la Liga Cordobesa de Fútbol: 10-0 a Sportivo Belgrano en 1951.[137]
- Mayor goleada recibida:
  - En la Primera A: 0-12 ante Argentinos Juniors en 1986.[138]
  - En la Primera B Nacional: 0-4 ante Central Córdoba (Rosario) en 1993 y Almirante Brown en 2007.
  - En el Torneo Argentino A: 1-5 ante Guillermo Brown en 2011.[139][140]
  - En la Copa Argentina: 0-2 ante Defensa y Justicia en 2016.
- Mejor puesto en campeonatos oficiales de AFA: 1.º
- Peor puesto en campeonatos oficiales de AFA: 20.º
- Máximo goleador en la historia del club: Miguel Antonio Romero (163 goles)[141]
- Máximo goleador en campeonatos oficiales de AFA: Mario Bevilacqua (75 goles)[142]
- Máximo goleador en torneos internacionales: Pablo Alberto Cuba (5 goles)
- Más partidos disputados en la historia del club: Luis Galván (502 partidos)[143]
- Más partidos disputados en campeonatos oficiales de AFA: Miguel Oviedo (366 partidos)
- Más partidos disputados en la Selección Argentina de fútbol: José Daniel Valencia (41 partidos)
- Récord de imbatibilidad en el club: Guido Herrera con 701 minutos, récord absoluto de club tanto en AFA como en otras competiciones.[144]

### Participaciones en campeonatos nacionales de AFA
| Campeonatos Nacionales | Campeonatos Nacionales | Campeonatos Nacionales | Campeonatos Nacionales     | Campeonatos Nacionales | Campeonatos Nacionales | Campeonatos Nacionales | Campeonatos Nacionales | Campeonatos Nacionales | Campeonatos Nacionales | Campeonatos Nacionales |
| Temporada              | Categoría              | Competencia            | Posición                   | PJ                     | PG                     | PE                     | PP                     | GF                     | GC                     | DG                     |
| ---------------------- | ---------------------- | ---------------------- | -------------------------- | ---------------------- | ---------------------- | ---------------------- | ---------------------- | ---------------------- | ---------------------- | ---------------------- |
| 1969                   | 1a.                    | Nacional               | 11.º                       | 17                     | 6                      | 2                      | 9                      | 22                     | 35                     | -13                    |
| 1970                   | 1a.                    | Nacional               | Fase de grupos             | 20                     | 4                      | 7                      | 9                      | 27                     | 42                     | -15                    |
| 1974                   | 1a.                    | Nacional               | 4.º                        | 25                     | 13                     | 6                      | 6                      | 35                     | 22                     | 13                     |
| 1975                   | 1a.                    | Nacional               | 6.º                        | 23                     | 10                     | 7                      | 6                      | 47                     | 34                     | 13                     |
| 1976                   | 1a.                    | Nacional               | Semifinales                | 21                     | 13                     | 4                      | 4                      | 45                     | 19                     | 26                     |
| 1977                   | 1a.                    | Nacional               | 2.º                        | 18                     | 10                     | 5                      | 3                      | 32                     | 24                     | 8                      |
| 1978                   | 1a.                    | Nacional               | Semifinales                | 18                     | 10                     | 3                      | 5                      | 43                     | 23                     | 20                     |
| 1979                   | 1a.                    | Nacional               | Cuartos de final           | 16                     | 9                      | 4                      | 3                      | 33                     | 23                     | 10                     |
| 1980                   | 1a.                    | Metropolitano          | 3.º                        | 36                     | 12                     | 17                     | 7                      | 58                     | 43                     | 15                     |
| 1980                   | 1a.                    | Nacional               | Fase de grupos             | 14                     | 6                      | 4                      | 4                      | 24                     | 12                     | 12                     |
| 1981                   | 1a.                    | Metropolitano          | 15.º                       | 34                     | 10                     | 9                      | 15                     | 36                     | 45                     | -9                     |
| 1981                   | 1a.                    | Nacional               | Fase de grupos             | 14                     | 2                      | 6                      | 6                      | 9                      | 16                     | -7                     |
| 1982                   | 1a.                    | Nacional               | Semifinales                | 20                     | 9                      | 8                      | 3                      | 44                     | 32                     | 12                     |
| 1982                   | 1a.                    | Metropolitano          | 11.º                       | 36                     | 12                     | 9                      | 15                     | 55                     | 59                     | -4                     |
| 1983                   | 1a.                    | Nacional               | Octavos de final           | 14                     | 3                      | 9                      | 2                      | 13                     | 11                     | 2                      |
| 1983                   | 1a.                    | Metropolitano          | 13.º                       | 36                     | 11                     | 11                     | 14                     | 41                     | 58                     | -17                    |
| 1984                   | 1a.                    | Nacional               | Semifinales                | 12                     | 5                      | 3                      | 4                      | 22                     | 18                     | 4                      |
| 1984                   | 1a.                    | Metropolitano          | 9.º                        | 36                     | 11                     | 12                     | 13                     | 56                     | 55                     | 1                      |
| 1985                   | 1a.                    | Nacional               | Tercera fase               | 9                      | 3                      | 2                      | 4                      | 8                      | 14                     | -6                     |
| 1985/86                | 1a.                    | Primera División       | 8.º                        | 36                     | 10                     | 17                     | 9                      | 43                     | 37                     | 6                      |
| 1986/87                | 1a.                    | Primera División       | 11.º                       | 38                     | 11                     | 16                     | 11                     | 54                     | 61                     | -7                     |
| 1987/88                | 1a.                    | Primera División       | 20.º                       | 40                     | 7                      | 15                     | 18                     | 41                     | 66                     | -25                    |
| 1988/89                | 1a.                    | Primera División       | 6.º                        | 44                     | 18                     | 14                     | 12                     | 54                     | 49                     | 5                      |
| 1989/90                | 1a.                    | Primera División       | 11.º                       | 38                     | 12                     | 14                     | 12                     | 45                     | 46                     | -1                     |
| 1990/91                | 1a.                    | Primera División       | 17.º                       | 38                     | 11                     | 7                      | 20                     | 48                     | 61                     | -13                    |
| 1991/92                | 1a.                    | Apertura               | 8.º                        | 19                     | 7                      | 6                      | 6                      | 19                     | 21                     | -2                     |
| 1991/92                | 1a.                    | Clausura               | 13.º                       | 19                     | 4                      | 9                      | 6                      | 14                     | 17                     | -3                     |
| 1992/93                | 1a.                    | Apertura               | 10.º                       | 19                     | 6                      | 8                      | 5                      | 18                     | 20                     | -2                     |
| 1992/93                | 1a.                    | Clausura               | 20.º                       | 19                     | 2                      | 7                      | 10                     | 13                     | 31                     | -18                    |
| 1993/94                | 2a.                    | Nacional B             | Ganador del Reducido       | 48                     | 17                     | 21                     | 10                     | 50                     | 38                     | 12                     |
| 1994/95                | 1a.                    | Apertura               | 20.º                       | 19                     | 2                      | 7                      | 10                     | 18                     | 29                     | -11                    |
| 1994/95                | 1a.                    | Clausura               | 16.º                       | 19                     | 3                      | 9                      | 7                      | 20                     | 29                     | -9                     |
| 1995/96                | 2a.                    | Nacional B             | Semifinalista del Reducido | 48                     | 24                     | 10                     | 14                     | 69                     | 51                     | 18                     |
| 1996/97                | 2a.                    | Primera B Nacional     | Finalista del reducido     | 48                     | 24                     | 15                     | 9                      | 83                     | 47                     | 36                     |
| 1997/98                | 2a.                    | Primera B Nacional     | Campeón                    | 46                     | 22                     | 15                     | 9                      | 65                     | 35                     | 30                     |
| 1998/99                | 1a.                    | Apertura               | 13.º                       | 19                     | 7                      | 3                      | 9                      | 28                     | 33                     | -5                     |
| 1998/99                | 1a.                    | Clausura               | 16.º                       | 19                     | 4                      | 8                      | 7                      | 23                     | 26                     | -3                     |
| 1999/00                | 1a.                    | Apertura               | 5.º                        | 19                     | 9                      | 4                      | 6                      | 38                     | 31                     | 7                      |
| 1999/00                | 1a.                    | Clausura               | 10.º                       | 19                     | 7                      | 6                      | 6                      | 21                     | 22                     | -1                     |
| 2000/01                | 1a.                    | Apertura               | 4.º                        | 19                     | 11                     | 3                      | 5                      | 32                     | 21                     | 11                     |
| 2000/01                | 1a.                    | Clausura               | 11.º                       | 19                     | 7                      | 4                      | 8                      | 23                     | 23                     | 0                      |
| 2001/02                | 1a.                    | Apertura               | 20.º                       | 19                     | 4                      | 1                      | 14                     | 18                     | 37                     | -19                    |
| 2001/02                | 1a.                    | Clausura               | 19.º                       | 19                     | 5                      | 2                      | 12                     | 14                     | 30                     | -16                    |
| 2002/03                | 1a.                    | Apertura               | 15.º                       | 19                     | 5                      | 8                      | 6                      | 23                     | 27                     | -4                     |
| 2002/03                | 1a.                    | Clausura               | 16.º                       | 19                     | 5                      | 6                      | 8                      | 23                     | 26                     | -3                     |
| 2002/03                | 1a.                    | Promoción              | Permanencia                | 2                      | 2                      | 0                      | 0                      | 2                      | 0                      | 2                      |
| 2003/04                | 1a.                    | Apertura               | 10.º                       | 19                     | 6                      | 6                      | 7                      | 27                     | 30                     | -3                     |
| 2003/04                | 1a.                    | Clausura               | 3.º                        | 19                     | 10                     | 5                      | 4                      | 30                     | 19                     | 11                     |
| 2003/04                | 1a.                    | Promoción              | Descenso                   | 2                      | 0                      | 0                      | 2                      | 2                      | 4                      | -2                     |
| 2004/05                | 2a.                    | Primera B Nacional     | 12.º                       | 38                     | 11                     | 16                     | 11                     | 45                     | 37                     | 8                      |
| 2005/06                | 2a.                    | Primera B Nacional     | Semifinalista del reducido | 40                     | 13                     | 17                     | 10                     | 45                     | 41                     | 4                      |
| 2006/07                | 2a.                    | Primera B Nacional     | 20.º                       | 38                     | 5                      | 13                     | 20                     | 34                     | 52                     | -18                    |
| 2007/08                | 2a.                    | Primera B Nacional     | 13.º                       | 38                     | 13                     | 7                      | 18                     | 48                     | 64                     | -16                    |
| 2007/08                | 2a.                    | Promoción              | Permanencia                | 2                      | 1                      | 1                      | 0                      | 3                      | 2                      | 1                      |
| 2008/09                | 2a.                    | Primera B Nacional     | 12.º                       | 38                     | 13                     | 11                     | 14                     | 49                     | 54                     | -5                     |
| 2009/10                | 3a.                    | Apertura               | Primera fase               | 16                     | 7                      | 4                      | 5                      | 24                     | 16                     | 8                      |
| 2009/10                | 3a.                    | Clausura               | Segunda fase               | 20                     | 10                     | 6                      | 4                      | 32                     | 21                     | 11                     |
| 2010/11                | 3a.                    | Argentino A            | Tercera fase               | 38                     | 18                     | 5                      | 15                     | 61                     | 51                     | 10                     |
| 2011/12                | 3a.                    | Argentino A            | Quinta fase                | 38                     | 12                     | 18                     | 8                      | 58                     | 46                     | 12                     |
| 2012/13                | 3a.                    | Argentino A            | Campeón                    | 34                     | 20                     | 10                     | 4                      | 57                     | 29                     | 28                     |
| 2013/14                | 2a.                    | Primera B Nacional     | 20.º                       | 42                     | 10                     | 15                     | 17                     | 48                     | 58                     | -10                    |
| 2014                   | 3a.                    | Federal A              | Cuarta fase                | 21                     | 8                      | 8                      | 5                      | 27                     | 21                     | 6                      |
| 2015                   | 3a.                    | Federal A              | Campeón                    | 31                     | 19                     | 11                     | 1                      | 48                     | 20                     | 28                     |
| 2016                   | 2a.                    | Primera B Nacional     | Campeón                    | 21                     | 14                     | 7                      | 0                      | 31                     | 11                     | 20                     |
| 2016/17                | 1a.                    | Primera División       | 15.º                       | 30                     | 11                     | 9                      | 10                     | 35                     | 30                     | 5                      |
| 2017/18                | 1a.                    | Primera División       | 5.º                        | 27                     | 13                     | 7                      | 7                      | 33                     | 20                     | 13                     |
| 2018/19                | 1a.                    | Primera División       | 12.º                       | 25                     | 9                      | 6                      | 10                     | 25                     | 24                     | 1                      |
| 2019/20                | 1a.                    | Primera División       | 12.º                       | 23                     | 10                     | 4                      | 9                      | 34                     | 30                     | 4                      |
| 2021                   | 1a.                    | Primera División       | 3.º                        | 25                     | 14                     | 4                      | 7                      | 28                     | 18                     | 10                     |
| 2022                   | 1a.                    | Primera División       | 13.º                       | 27                     | 9                      | 8                      | 10                     | 28                     | 26                     | 2                      |
| 2023                   | 1a.                    | Primera División       | 2.º                        | 27                     | 14                     | 8                      | 5                      | 42                     | 23                     | 19                     |
| 2024                   | 1a.                    | Primera División       | 2.º                        | 27                     | 13                     | 9                      | 5                      | 34                     | 27                     | 7                      |
| 2025                   | 1a.                    | Apertura               | Fase de grupos             | 16                     | 2                      | 7                      | 7                      | 11                     | 15                     | -4                     |
| 2025                   | 1a.                    | Clausura               | Por disputarse             | ?                      | ?                      | ?                      | ?                      | ?                      | ?                      | ?                      |
| Total                  | Total                  | Total                  | 4 Títulos                  | 1871                   | 690                    | 585                    | 596                    | 2488                   | 2288                   | 200                    |

     Campeón.
    Subcampeón.
    Tercer lugar.
     Ascenso.
     Descenso.
1. ↑  Se le descontaron 2 puntos.
2. ↑  Se le descontaron 2 puntos.
3. ↑  A partir de esta temporada se adoptó el sistema de puntuación que otorga tres puntos por partido ganado.
4. ↑  Se le descontaron 2 puntos.

#### Línea de tiempo
Si se toman en cuenta los Nacionales, Talleres participó de estos desde 1969 hasta su desaparición en 1985

#### Resumen estadístico
| Competición      | PJ   | PG  | PE  | PP  | GF   | GC   | DG  | Mejor resultado |
| ---------------- | ---- | --- | --- | --- | ---- | ---- | --- | --------------- |
| Primera División | 1226 | 429 | 375 | 422 | 1611 | 1594 | 17  | Subcampeón      |
| Segunda División | 447  | 167 | 148 | 132 | 570  | 490  | 80  | Campeón         |
| Tercera División | 198  | 94  | 62  | 42  | 307  | 204  | 103 | Campeón         |
| Total            | 1871 | 690 | 585 | 596 | 2488 | 2288 | 200 | 4 títulos       |

### Copas nacionales
- Participaciones en copas nacionales de la era profesional: 24.
  - Ediciones disputadas de la Copa Argentina: 12 (2011-12, 2012-13, 2013-14, 2014-15, 2015-16, 2016-17, 2017-18, 2018-19, 2019-20, 2022, 2023, 2024, 2025).
  - Ediciones disputadas de la Copa de la Liga Profesional: 5 (2020, 2021, 2022, 2023, 2024).
  - Ediciones disputadas de la Supercopa Internacional: 1 (2023).
  - Ediciones disputadas de la Copa de la Superliga: 2 (2019, 2020).
  - Ediciones disputadas de la Copa de la República: 2 (1944, 1945).
  - Mejor ubicación: Campeón.
  - Peor ubicación: Fase preliminar regional.

| Copa Argentina 2011-12 | Treintaidosavos de final | 4  | 2  | 1  | 1 | 6  | 3  | 3  |
| Copa Argentina 2012-13 | Cuartos de final         | 6  | 4  | 1  | 1 | 9  | 3  | 6  |
| Copa Argentina 2013-14 | Octavos de final         | 4  | 3  | 0  | 1 | 9  | 4  | 5  |
| Copa Argentina 2014-15 | Fase preliminar regional | 1  | 0  | 1  | 0 | 2  | 2  | 0  |
| Copa Argentina 2015-16 | Treintaidosavos de final | 3  | 2  | 0  | 1 | 4  | 4  | 0  |
| Copa Argentina 2016-17 | Dieciseisavos de final   | 2  | 1  | 1  | 0 | 2  | 1  | 1  |
| Copa Argentina 2017-18 | Dieciseisavos de final   | 2  | 1  | 1  | 0 | 2  | 1  | 1  |
| Copa Argentina 2018-19 | Octavos de final         | 3  | 1  | 1  | 1 | 5  | 1  | 4  |
| Copa Argentina 2019-20 | Subcampeón               | 6  | 2  | 4  | 0 | 5  | 3  | 2  |
| Copa Argentina 2022    | Subcampeón               | 6  | 3  | 2  | 1 | 7  | 2  | 5  |
| Copa Argentina 2023    | Cuartos de final         | 4  | 2  | 2  | 0 | 6  | 3  | 3  |
| Copa Argentina 2024    | Octavos de final         | 3  | 2  | 1  | 0 | 5  | 1  | 4  |
| Copa Argentina 2025    | Treintaidosavos de final | 1  | 0  | 1  | 0 | 3  | 3  | 0  |
| Copa Argentina 2026    | Por disputarse           | ?  | ?  | ?  | ? | ?  | ?  | ?  |
| Total                  | Sin títulos              | 45 | 23 | 16 | 6 | 65 | 31 | 34 |

| Copa de la Liga Profesional 2020 | 2.º Grupo B (Fase Campeón) | 11 | 5  | 5  | 1  | 16 | 10 | 6   |
| Copa de la Liga Profesional 2021 | Cuartos de final           | 14 | 5  | 6  | 3  | 20 | 17 | 3   |
| Copa de la Liga Profesional 2022 | Fase de grupos             | 14 | 3  | 2  | 9  | 9  | 21 | -12 |
| Copa de la Liga Profesional 2023 | Fase de grupos             | 14 | 4  | 5  | 5  | 15 | 15 | 0   |
| Copa de la Liga Profesional 2024 | Fase de grupos             | 14 | 6  | 6  | 2  | 24 | 16 | 8   |
| Total                            | Sin títulos                | 67 | 23 | 24 | 20 | 84 | 79 | 5   |

| Supercopa Internacional 2023 | Campeón  | 1 | 0 | 1 | 0 | 0 | 0 | 0 |
| Total                        | 1 título | 1 | 0 | 1 | 0 | 0 | 0 | 0 |

| Copa de la Superliga 2019 | Octavos de final | 4 | 2 | 0 | 2 | 5 | 6 | -1 |
| Copa de la Superliga 2020 | Cancelada        | 1 | 1 | 0 | 0 | 3 | 0 | 3  |
| Total                     | Sin títulos      | 5 | 3 | 0 | 2 | 8 | 6 | 2  |

| Copa de la República 1944 | Semifinales  | 4 | 3 | 0 | 1 | 12 | 10 | 2  |
| Copa de la República 1945 | Primera fase | 1 | 0 | 0 | 1 | 0  | 1  | -1 |
| Total                     | Sin títulos  | 5 | 3 | 0 | 2 | 12 | 11 | 1  |

#### Resumen estadístico
| Competición                 | PJ  | PG | PE | PP | GF  | GC  | DG | Mejor resultado  |
| --------------------------- | --- | -- | -- | -- | --- | --- | -- | ---------------- |
| Copa Argentina              | 45  | 23 | 16 | 6  | 65  | 31  | 34 | Subcampeón       |
| Copa de la Liga Profesional | 67  | 23 | 24 | 20 | 84  | 79  | 5  | Cuartos de final |
| Copa de la Superliga        | 5   | 3  | 0  | 2  | 8   | 6   | 2  | Octavos de final |
| Supercopa Internacional     | 1   | 0  | 1  | 0  | 0   | 0   | 0  | Campeón          |
| Copa de la República        | 5   | 3  | 0  | 2  | 12  | 11  | 1  | Semifinales      |
| Total                       | 123 | 52 | 41 | 30 | 169 | 127 | 42 | 1 título         |

### Torneos internacionales
- Participaciones en copas internacionales: 8
  - Ediciones disputadas de la Copa Conmebol: 1 (1999).
  - Ediciones disputadas de la Copa Mercosur: 1 (2001).
  - Ediciones disputadas de la Copa Libertadores de América: 5 (2002, 2019, 2022, 2024, 2025).
  - Ediciones disputadas de la Copa Sudamericana: 1 (2021).
  - Mejor ubicación en torneos internacionales: 1.º
  - Peor ubicación en torneos internacionales: Eliminado en Tercera Fase Previa.
  - Mayor goleada a favor en torneos internacionales: 4-1 a Vélez Sarsfield (2001).
  - Mayor goleada en contra en torneos internacionales: 1-4 de Independiente Petrolero (1999).
  - Máximo goleador en torneos internacionales: Pablo Cuba (5 goles).
  - Más partidos disputados en torneos internacionales: Guido Herrera (26 partidos).

#### Sucesión cronológica
| # | Torneo                 | Posición            | PJ | PG | PE | PP | GF | GC | DG |
| - | ---------------------- | ------------------- | -- | -- | -- | -- | -- | -- | -- |
| 1 | Copa Conmebol 1999     | Campeón             | 8  | 4  | 1  | 3  | 13 | 11 | 2  |
| 2 | Copa Mercosur 2001     | Cuartos de final    | 8  | 2  | 5  | 1  | 10 | 7  | 3  |
| 3 | Copa Libertadores 2002 | Fase de grupos      | 6  | 1  | 2  | 3  | 5  | 9  | -4 |
| 4 | Copa Libertadores 2019 | Tercera Fase Previa | 4  | 1  | 2  | 1  | 5  | 4  | 1  |
| 5 | Copa Sudamericana 2021 | Fase de grupos      | 6  | 2  | 2  | 2  | 7  | 5  | 2  |
| 6 | Copa Libertadores 2022 | Cuartos de final    | 10 | 4  | 3  | 3  | 11 | 10 | 1  |
| 7 | Copa Libertadores 2024 | Octavos de final    | 8  | 4  | 1  | 3  | 11 | 9  | 2  |
| 8 | Copa Libertadores 2025 | Fase de grupos      | 6  | 1  | 1  | 4  | 5  | 8  | -3 |
| # | Total                  | 1 título            | 56 | 19 | 17 | 20 | 67 | 63 | 4  |

#### Resumen estadístico
En negrita competiciones vigentes. Actualizado a la Copa Libertadores 2025.
| Torneo            | PJ | PG | PE | PP | GF | GC | Dif. | Mejor resultado  |
| ----------------- | -- | -- | -- | -- | -- | -- | ---- | ---------------- |
| Copa Conmebol     | 8  | 4  | 1  | 3  | 13 | 11 | 2    | Campeón          |
| Copa Mercosur     | 8  | 2  | 5  | 1  | 10 | 7  | 3    | Cuartos de final |
| Copa Libertadores | 32 | 11 | 9  | 15 | 37 | 40 | -3   | Cuartos de final |
| Copa Sudamericana | 6  | 2  | 2  | 2  | 7  | 5  | 2    | Fase de grupos   |
| Total             | 56 | 19 | 17 | 20 | 67 | 63 | 4    | 1 título         |

### Total de partidos oficiales
| Competición           | PJ   | PG  | PE  | PP  | GF   | GC   | DG  | Mejor resultado |
| --------------------- | ---- | --- | --- | --- | ---- | ---- | --- | --------------- |
| Primera División      | 1226 | 429 | 375 | 422 | 1611 | 1594 | 17  | Subcampeón      |
| Segunda división      | 447  | 167 | 148 | 132 | 570  | 490  | 80  | Campeón         |
| Tercera división      | 198  | 94  | 62  | 42  | 307  | 204  | 103 | Campeón         |
| Copas nacionales      | 123  | 52  | 41  | 30  | 169  | 127  | 42  | Campeón         |
| Copas internacionales | 56   | 19  | 17  | 20  | 67   | 63   | 4   | Campeón         |
| Total                 | 2050 | 761 | 643 | 646 | 2724 | 2478 | 246 | 6 títulos       |

### Mayores recaudaciones
Talleres ha tenido históricamente grandes recaudaciones debido a la cantidad de hinchas que van al estadio. En la década del 70 durante su participación en los Nacionales el equipo tuvo su mayor recaudación en un partido ante River Plate, fue de $37 193 500 pesos.
En este cuadro se muestran las recaudaciones de partidos de Talleres desde la década de 1990 que superaron los $500 000.
| Fecha                    | Rival           | Competición  | Recaudación |
| ------------------------ | --------------- | ------------ | ----------- |
| 18 de octubre de 2015    | Unión Aconquija | Federal A    | $ 4 500 000 |
| 6 de mayo de 2013        | San Jorge       | Argentino A  | $ 2 700 000 |
| 30 de mayo de 1999       | Boca Juniors    | Primera Div. | $ 1 182 415 |
| 21 de septiembre de 1975 | Belgrano        | Nacional     | $ 1 065 190 |
| 6 de agosto de 1994      | Instituto       | Nacional B   | $ 863 335   |
| 21 de noviembre de 1999  | River Plate     | Primera Div. | $ 853 776   |
| 1 de junio de 1996       | Huracán (C)     | Nacional B   | $ 747 606   |
| 30 de julio de 1994      | Instituto       | Nacional B   | $ 660 555   |
| 15 de abril de 2006      | Instituto       | B Nacional   | $ 611 000   |
| 20 de junio de 2004      | River Plate     | Primera Div. | $ 598 000   |
| 19 de abril de 1992      | Belgrano        | Primera Div. | $ 587 490   |
| 13 de mayo de 2006       | Nueva Chicago   | B Nacional   | $ 585 000   |
| 19 de junio de 1997      | Gimnasia y Tiro | B Nacional   | $ 560 000   |

| 1. |

### Mayores transferencias[148][149][150][151][152][153][154][155]

#### Ventas
| Año  | Futbolista                          | Equipo              | Precio en dólares | Porcentaje |
| ---- | ----------------------------------- | ------------------- | ----------------- | ---------- |
| 2024 | Ramón Sosa                          | Nottingham Forest   | $ 18 300 000      | 100 %      |
| 2024 | Rodrigo Villagra                    | River Plate         | $ 10 000 000      | 100 %      |
| 2023 | Diego Valoyes                       | F. C. Juárez        | $ 8 500 000       | 80 %       |
| 2025 | Matías Galarza Juan Carlos Portillo | River Plate         | $ 8 500 000       | 70 % 90 %  |
| 2020 | Nahuel Bustos                       | Manchester City     | $ 7 660 000       | 65 %       |
| 2014 | Cristian Pavón                      | Boca Juniors        | $ 7 500 000       | 100 %      |
| 2021 | Piero Hincapié                      | Bayer 04 Leverkusen | $ 7 500 000       | 65 %       |
| 2024 | Rodrigo Garro                       | S. C. Corinthians   | $ 7 080 000       | 80 %       |
| 2024 | Tomás Palacios                      | Inter de Milán      | $ 6 500 000       | 100 %      |
| 2018 | Emanuel Reynoso                     | Boca Juniors        | $ 5 500 000       | 100 %      |

#### Compras
| Año  | Futbolista        | Equipo                 | Precio en dólares | Porcentaje |
| ---- | ----------------- | ---------------------- | ----------------- | ---------- |
| 2024 | Rick              | Ludogorets             | $ 6 200 000       | 100 %      |
| 2024 | Matías Galarza    | KRC Genk               | $ 3 500 000       | 60 %       |
| 2025 | Joaquín Mosqueira | Unión (SF)             | $ 3 500 000       | 100 %      |
| 2023 | Nahuel Bustos     | Manchester City        | $ 3 000 000       | 65 %       |
| 2019 | Junior Arias      | Peñarol                | $ 3 000 000       | 100 %      |
| 2024 | Alex Vigo         | River Plate            | $ 2 500 000       | 90 %       |
| 2023 | Ramón Sosa        | Gimnasia (LP)          | $ 2 300 000       | 70 %       |
| 2018 | Andrés Cubas      | Boca Juniors           | $ 2 200 000       | 50 %       |
| 2022 | Federico Girotti  | River Plate            | $ 2 100 000       | 50 %       |
| 2023 | Kevin Mantilla    | Independiente Santa Fe | $ 2 000 000       | 80 %       |

### Marcas destacadas
- Su máxima convocatoria fue de 62 000 personas el 6 de mayo de 2013 cuando jugó contra San Jorge por el Torneo Argentino A 2012/13, seguida de las 60 000 que presenciaron el partido ante Unión Aconquija el 19 de octubre de 2015.
- Su mejor porcentaje de puntos sacados en primera es de 71,4 % en el Nacional del 1977. Su mejor campeonato en tercera división fue el Torneo Federal A 2015 donde sacó el 73,12 % de los puntos, y el mejor en segunda división fue la B Nacional 2016 donde consiguió el 77,78 %.
- Su mínimo de derrotas en una temporada es de 1 (sobre 31 partidos) en el Torneo Federal A 2015 y de 0 (sobre 21 partidos) en la Primera B Nacional 2016.
- La máxima asistencia de público jugando como visitante es de un número aproximado de 16 mil hinchas en el partido contra Racing del año 1974,[156] seguida por los 10 mil que fueron a Santa Fe para el partido ante Colón.[157]
- En partidos jugados en campo neutral, Talleres llevó 30 mil hinchas a Mendoza para la final de Copa Argentina 2022[158] y 11 mil hinchas a Santiago del Estero para la final de Copa Argentina 2019-20.[159]
- Entre 1974 y 1976, el club permaneció 66 partidos sin perder ningún encuentro. De estos 66, 53 fueron triunfos, de los cuales 19 resultaron en forma consecutiva.[17]

#### A nivel local
- Es el club con más títulos oficiales.[160]
- Es el equipo con más partidos y más puntos en Primera División.
- Es el único en haber jugado de la Copa Libertadores de América y el que más torneos internacionales disputó.
- Junto con Racing, es el único club en consagrarse subcampeón nacional en Primera División, mayor marca del fútbol cordobés.[161]
- Fue el primer campeón de un torneo profesional de la LCF y el único hexacampeón consecutivo (la ganó 6 veces seguidas entre 1974 y 1979).
- Junto con Belgrano, son los equipos con más títulos en la Liga Cordobesa (27).
- Es el que más jugadores aportó para la Selección Argentina (13 contra 4 de Instituto, 3 de Belgrano y 3 de Racing).
- Es el equipo con la mejor campaña en campeonatos de AFA, tanto en torneos cortos (61 puntos en la temporada 2000/2001) como largos (65 puntos en la 1988/89).
- Es el que jugó más partidos internacionales oficiales y más partidos oficiales ante equipos extranjeros.
- Junto con Unión San Vicente, es el único club que nunca descendió por puntos en un torneo de la Liga Cordobesa.
- Es el único en disputar un partido internacional contra un grande de Europa (contra el F.C Barcelona, el 19 de julio de 1964, con resultado de 1-1)[162] y el único en ganarle a un equipo campeón de UEFA Champions League (contra el Estrella Roja de Belgrado, el 12 de julio de 2024, con resultado de 1-0).[163]
- Tiene la mayor racha de invictos ante equipos cordobeses (70 partidos entre Primera División de LCF y Campeonato Nacional).[17]
- Es el que más torneos consecutivos jugó en Primera División (28 entre 1974 y 1993, por encima de Instituto con 16 y Racing con 14).[164]
- Es el único club que aportó un futbolista al plantel de fútbol nacional para los Juegos Olímpicos (Joaquín Blázquez en 2021).[165]

#### A nivel de los clubes indirectamente afiliados a la AFA
- Es el único que ganó campeonatos internacionales (Copa Conmebol 1999).
- Es el que más puntos sumó en Primera División, el que alcanzó la mejor posición (2.º, récord que comparte con Racing de Córdoba y Godoy Cruz) y el que más veces ocupó el podio (1977, 1980, Cl. 2004, 2021, 2023 y 2024).
- Es el equipo con más partidos jugados en copas internacionales y el equipo con más puntos y más partidos ganados tanto en Copa Libertadores como en todos los torneos internacionales oficiales.[166]
- Fue el primero en disputar la Copa Libertadores de América y, junto con Godoy Cruz, los clubes con más participaciones.[167]
- Junto a Atlético Tucumán, es el único en haber disputado cuartos de final de Copa Libertadores.[168]
- Es el único que aportó jugadores a la Selección Argentina campeona del mundo (3 en 1978).
- Es el primer equipo en clasificar a un campeonato continental (Copa Conmebol 1999).
- Es el que mayor cantidad de veces tuvo un goleador del torneo en un campeonato de Primera División (2: Ludueña en el Nacional 1969 y Reinaldi en el Nacional 1978)
- Es el único que jugó partidos (amistosos u oficiales) contra representantes de los cinco continentes.
- Fue el mejor ubicado en la lista de mejores equipos de la década '00 en Sudamérica (posición 130.º) realizada por la IFFHS, ubicado por encima de Godoy Cruz (158.º) y San Martín de Tucumán (171.º).
- Es el primero en haber realizado una gira internacional (por Chile en 1922).
- Es el que ganó más torneos de verano a nivel nacional.
- Es el único que le ganó una final de una copa nacional a River o Boca (en 2025, venció a River por la Supercopa Internacional).[169]
- Es el único equipo en ganar el Torneo de Reserva de Primera División.[170]
- Es el primero en disputar la Copa Libertadores Sub-20.[171]
- Es el que más jugadores aportó a la Selección Argentina en los Mundiales.[172]
- Posee la comunidad digital con más seguidores.[173]

#### A nivel nacional
- Es el 8.º club con más socios.[16]
- Es el 4.º club con más interacciones en las redes sociales.[174][175]
- Es uno de los 9 clubes que más futbolistas aportaron a selecciones mundialistas.[176]
- Es uno de los 12 clubes que ganó copas internacionales.[177]
- Junto con Vélez Sársfield y Boca Juniors, son los únicos equipos que lograron conseguir la clasificación a octavos de final de Copa Libertadores con dos fechas de anticipación.[178]
- Posee la bandera más grande.[179]
- Es el que más veces seguidas fue campeón de su zona en el Campeonato Nacional (seis entre 1974 y 1979).
- Es el que más convocatoria tuvo en un partido del tercera división (62 000 en el Torneo Argentino A 2012/13).
- Es el único equipo en haber ganado de manera invicta un torneo de Primera B Nacional.[180]
- Posee la tercera mayor racha de partidos invictos en AFA, siendo 40 partidos sin conocer la derrota,[181][182] solo por detrás de Midland y Boca Juniors.[183] Además, alcanzó una racha de 27 partidos invictos como visitante.[184]
- Posee el récord de mayor tiempo sin recibir goles en partidos jugados en Brasil (413 minutos en seis partidos).[185] y la valla invicta más extensa ante un equipo brasileño (426 minutos en 5 partidos ante São Paulo).[186]
- Junto con Argentinos Juniors es el único equipo de cinco que no ha perdido nunca un partido contra el Barcelona.[187]
- Es el único en haber ganado el Torneo de Reserva inmediatamente después de conseguir el ascenso a Primera División.
- Junto con Huracán, y después de River e Independiente, es el 3° club con más campeones del mundo con su selección nacional.[188]
- Junto con Boca, River, Racing, Vélez, Estudiantes, Rosario Central, Argentinos Juniors y Arsenal, es el único equipo que vendió al menos un jugador directamente a la Premier League.[189]

#### A nivel continental
- Ocupa el puesto 46.º del ranking CONMEBOL[190]
- Ocupa el puesto 83.º de la tabla histórica de la Copa Libertadores.
- Se encuentra entre los 20 clubes con más interacciones en Instagram[191] y Twitter.[192]
- Se ubicó en el 8.º puesto en promedio de asistencia total en 2019[193] y en el quinto puesto en promedio de asistencia de la Copa Libertadores 2024.[194]
- Ocupa el puesto 9.º en la tabla histórica de la Copa Libertadores Sub-20 y junto al América Mineiro y Palmeiras son los únicos equipos que nunca perdieron un partido de esa competición.
- Posee la 4.º bandera más grande.[179]
- Fue el 2.º equipo con menor promedio de edad en 2020.[195]
- Fue el 1.º y único en lograr dos podios de liga nacional, dos participaciones en finales de copa nacional y estar entre los ocho mejores ubicados en Copa Libertadores en el período 2021-2023.[196]

#### A nivel mundial
- Es el 5.º club con más partidos invictos consecutivos, con 66 partidos entre 1974 y 1976.[197][198]
- Alcanzó el puesto 29.º de clubes con mayor asistencia en 2024.[199]
- Alcanzó el puesto 36.º en el ranking mundial de clubes elaborado por el sitio Football World Ranking en marzo de 2018.[200]
- Alcanzó el puesto 58.º en el ranking mundial de clubes elaborado por la IFFHS en 2022.[201]
- Es el único en ascender y ser campeón continental al año siguiente.[202]
- Es el equipo con el invicto actual más largo ante su clásico rival entre los principales 100 clásicos del mundo.[203]
- Es el único equipo que ganó un partido a su clásico rival con dos categorías de diferencia.[204]
- Es el único en ser doble campeón invicto de un torneo de segunda división, con su división masculina y femenina.
- Es el primero en tener una aplicación propia para teléfono inteligente de forma oficial.[205]

## Estadísticas en torneos internacionales

#### Copa Conmebol de 1999
Para la Copa Conmebol, estaba invitado Gimnasia y Esgrima de la Plata, pero como éste desistió de participar, se dio lugar a Talleres, el quinto, que participaría en su lugar y terminaría consagrándose campeón.

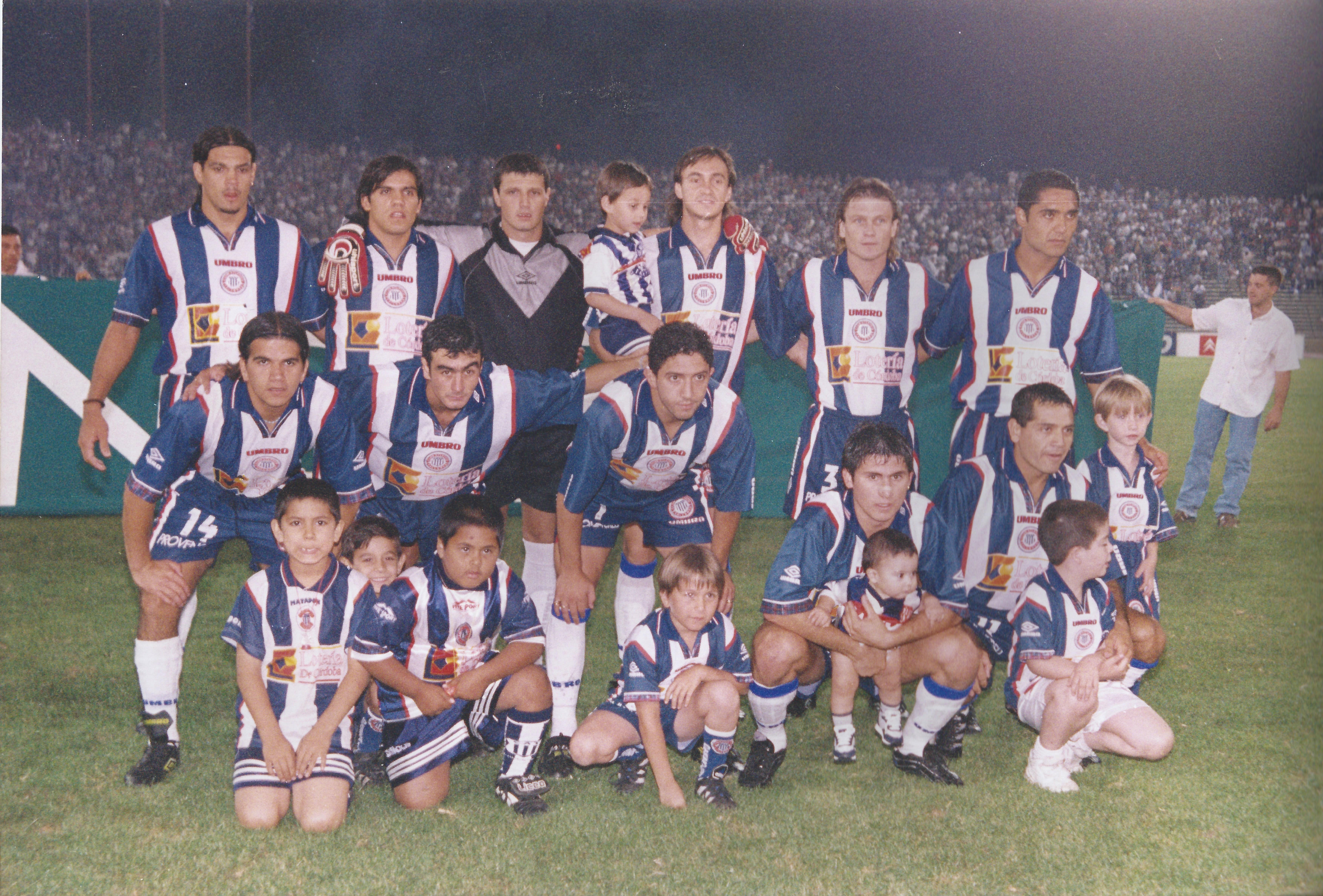
El equipo que consiguió la Copa Conmebol en 1999.

Talleres comenzó su camino teniendo como rival a Independiente Petrolero de Bolivia. Fue un debut internacional desastroso. Los bolivianos golearon a los Albiazules por 4-1. Pero Talleres supo reponerse y de forma casi heroica, como sería durante todo el transcurso de la competencia y hasta en la propia final, logró dar vuelta la gran desventaja, siguiendo adelante en la copa.
El camino al título para Talleres se presentó con muchos obstáculos. Si bien fue fuerte en su casa, en la del rival sufrió bastante. De entrada, en la primera ronda eliminatoria fue vapuleado por el modesto equipo boliviano Independiente Petrolero para luego defender con firmeza su clasificación ante los chilenos del Deportes Concepción y los brasileños del Paraná Club. Ya en la final ante el también equipo brasileño del CSA (Sigla correspondiente a Centro Sportivo Alagoano) volvió a ser goleado viéndose obligado a realizar una épica remontada para quedarse con la Copa. El 8 de diciembre de 1999 Talleres se consagraba en la Copa Conmebol y de esa forma se transformaba en el primer campeón internacional de Córdoba y en el último del milenio a nivel mundial. En las finales Talleres venció al Sportivo Alagoano por un global de 5 a 4.
Ricardo Gareca en la función de director técnico fue el encargado de conducir al plantel albiazul a su gesta deportiva más importante y la más destacada en la historia del fútbol cordobés. Contó con un equipo bastante joven y con una columna vertebral basada en su arquero Mario Cuenca, el capitán Julián Maidana, el lateral paraguayo Silvio Suárez y el delantero José Luis "El Loco" marzo. En ataque pudo sacar provecho de dos atacantes rápidos y con buena capacidad goleadora como Rodrigo Astudillo y Darío Alberto Gigena.
Ricardo Gareca dispuso que los once titulares para el gran desafío fueran: Mario Cuenca como arquero, David Díaz, Cristian García, Julián Maidana y Horacio Humoller en la defensa; Gabriel Roth, Adrián Ávalos, Manuel Santos Aguilar y Ricardo Silva en el mediocampo; Rodrigo Astudillo y Darío Gigena en el ataque.
Por su parte, Otávio Oliveira entrenador del equipo brasileño inició el juego con Veloso para la defensa del arco; Mazinho, Márcio Pereira, Jivago y Williams en línea de cuatro defensiva; Ramón, Leo, Fábio Magrão y Bruno Alves en el mediocampo; con la dupla Missinho y Mimí en el ataque.
Pasaron 40 minutos para que Talleres pudiese romper el muro defensivo del CSA. Ricardo Silva pudo anotar y llevar al descanso a su equipo en ventaja, que todavía no era suficiente pero al menos le permitía a los cordobeses contar con 45 minutos más para concretar la hazaña. La presión ejercida por Talleres en el segundo tiempo fue absoluta pero la tenaz resistencia de los alagoanos le dio ribetes de proeza a la conquista de los cordobeses. Gigena aumentó la expectativa de un final feliz para su equipo cuando logró poner el 2-0 faltando 15 minutos para terminar el encuentro. Cuando todo el esfuerzo realizado parecía inútil, Julián Maidana el zaguero convertido en centrodelantero por medio de las exigencias apareció con su espíritu indomable para marcar el gol del título. Era el último ataque, el último envión con el último aliento, el reloj ya marcaba los 90 minutos, en el cierre del partido.
Talleres logró de esa manera inscribir su nombre dentro del cuadro de campeones de la Confederación Sudamericana de Fútbol, obteniendo de esa forma la Copa Conmebol de 1999, su primer título internacional.

##### Octavos de final
| 13 de octubre de 1999 | Independiente Petrolero                                           | 4:1 (3:0) | Talleres         | Estadio Olímpico Patria, Sucre |                            |
|                       | Blanco 15' · Villegas 21' (pen.) · Goyoaga 38' · T. Gutiérrez 64' |           | Marzo 71' (pen.) | Árbitro(s): Braulio Arenas     | Árbitro(s): Braulio Arenas |

| 20 de octubre de 1999 | Talleres                                | 3:0 (2:0) (5:4 p.)         | Independiente Petrolero                            | Estadio Olímpico, Córdoba |                        |
|                       | Silva 13' · Marzo 37' · Oliva 83'       |                            |                                                    | Árbitro(s): Pablo Pozo    | Árbitro(s): Pablo Pozo |
|                       |                                         | Tiros desde el punto penal |                                                    |                           |                        |
|                       | Lillo · Gigena · Pino · Oliva · Maidana |                            | Villegas · Fernández · Suárez · Ferreira · Illanes |                           |                        |

##### Cuartos de final
| 3 de noviembre de 1999 | Talleres  | 1:0 (1:0) | Paraná | Estadio Olímpico, Córdoba |                          |
|                        | Silva 33' |           |        | Árbitro(s): Saúl Feldman  | Árbitro(s): Saúl Feldman |

| 9 de noviembre de 1999 | Paraná                                 | 1:0 (0:0) (1:3 p.)         | Talleres                    | Estadio Durival de Britto e Silva, Curitiba |                          |
|                        | Deivison 73'                           |                            |                             | Árbitro(s): Daniel Bello                    | Árbitro(s): Daniel Bello |
|                        |                                        | Tiros desde el punto penal |                             |                                             |                          |
|                        | Patrício · Flávio · César · André Dias |                            | Lillo · Díaz · Pino · Oliva |                                             |                          |

##### Semifinal
| 17 de noviembre de 1999 | Talleres                | 2:1 (0:1) | Deportes Concepción | Estadio Olímpico, Córdoba |                         |
|                         | Maidana 51' · Oliva 65' |           | González 21'        | Árbitro(s): René Ortubé   | Árbitro(s): René Ortubé |

| 24 de noviembre de 1999 | Deportes Concepción | 1:1 (0:0) | Talleres      | Estadio Municipal, Concepción |                             |
|                         | Illesca 60'         |           | Astudillo 48' | Árbitro(s): Carlos Amarilla   | Árbitro(s): Carlos Amarilla |

##### Final
| 1 de diciembre de 1999 | Sportivo Alagoano                        | 4:2 (3:1) | Talleres                    | Estadio Rei Pelé, Maceió   |                            |
|                        | Missinho 3', 38', 47' · Fábio Magrão 15' |           | Aguilar 18' · Astudillo 86' | Árbitro(s): Roger Zambrano | Árbitro(s): Roger Zambrano |

| 8 de diciembre de 1999 | Talleres                             | 3:0 (1:0) | Sportivo Alagoano | Estadio Olímpico, Córdoba        |                                  |
|                        | Silva 39' · Gigena 75' · Maidana 90' |           |                   | Árbitro(s): Ricardo Grance Pérez | Árbitro(s): Ricardo Grance Pérez |

#### Copa Mercosur 2001

##### Fase de grupos
Aquí Talleres logró dos victorias, cuatro empates y ninguna derrota, incluyendo victorias ante Peñarol de visitante 3 a 1 y Vélez Sarsfield de visitante 4 a 1.
| Equipo          | Pts. | PJ | PG | PE | PP | GF | GC | DG |
| --------------- | ---- | -- | -- | -- | -- | -- | -- | -- |
| Talleres        | 10   | 6  | 2  | 4  | 0  | 10 | 5  | 5  |
| Vélez Sarsfield | 8    | 6  | 2  | 2  | 2  | 12 | 11 | 1  |
| São Paulo       | 7    | 6  | 1  | 4  | 1  | 7  | 6  | 1  |
| Peñarol         | 5    | 6  | 1  | 2  | 3  | 5  | 12 | –7 |

| Fecha            | Lugar        | Local           | Resultado | Visitante       |
| ---------------- | ------------ | --------------- | --------- | --------------- |
| 28 de julio      | Córdoba      | Talleres        | 0:0       | São Paulo       |
| 2 de agosto      | Buenos Aires | Vélez Sarsfield | 1:4       | Talleres        |
| 23 de agosto     | Córdoba      | Talleres        | 1:1       | Peñarol         |
| 11 de septiembre | Córdoba      | Talleres        | 2:2       | Vélez Sarsfield |
| 26 de septiembre | São Paulo    | São Paulo       | 0:0       | Talleres        |
| 17 de octubre    | Montevideo   | Peñarol         | 1:3       | Talleres        |

##### Cuartos de final
Aquí Talleres logró un empate 0 a 0 y una derrota por 2 a 0, dejándolo afuera de la copa.
| 25 de octubre de 2001 | Grêmio | 0:0 | Talleres | Estadio Olímpico Monumental, Porto Alegre |  |
|                       |        |     |          | Árbitro(s): Jorge Larrionda               |  |

| 1 de noviembre de 2001 | Talleres | 0:2 (0:0) | Grêmio                           | Estadio Olímpico, Córdoba     |                               |
|                        |          |           | Rubens Cardoso 59' · Émerson 90' | Árbitro(s): Epifanio González | Árbitro(s): Epifanio González |

#### Copa Libertadores 2002

##### Fase de grupos
| Equipo      | Pts. | PJ | PG | PE | PP | GF | GC | DG |
| ----------- | ---- | -- | -- | -- | -- | -- | -- | -- |
| América     | 16   | 6  | 5  | 1  | 0  | 9  | 2  | 7  |
| River Plate | 9    | 6  | 2  | 3  | 1  | 8  | 4  | 4  |
| Talleres    | 5    | 6  | 1  | 2  | 3  | 5  | 9  | –4 |
| Cortuluá    | 3    | 6  | 1  | 0  | 5  | 9  | 16 | –7 |

| Fecha         | Lugar         | Local       | Resultado | Visitante   |
| ------------- | ------------- | ----------- | --------- | ----------- |
| 6 de febrero  | México, D. F. | América     | 2:0       | Talleres    |
| 14 de febrero | Buenos Aires  | River Plate | 0:0       | Talleres    |
| 27 de febrero | Córdoba       | Talleres    | 2:1       | Cortuluá    |
| 12 de marzo   | Pereira       | Cortuluá    | 4:2       | Talleres    |
| 21 de marzo   | Córdoba       | Talleres    | 0:1       | América     |
| 11 de abril   | Córdoba       | Talleres    | 1:1       | River Plate |

### Giras internacionales
Hasta la fecha, Talleres cuenta con 122 partidos internacionales disputados, tanto oficiales como amistosos.

#### Chile 1923

Formación de Talleres en uno de los encuentres frente a la selección de Valparaíso.

Talleres es el primer equipo del interior en realizar una gira internacional. Fue en ocasión de una gira realizada por Chile en 1923, donde el equipo cordobés disputó cuatro partidos, con tres victorias y una derrota. El 13 de septiembre de 1923, el plantel albiazul llegó a Santiago de Chile en tren y entrenó desde la siguiente mañana, tras lo cual recorrió la ciudad y asistió a una velada boxística en su honor (Zenón Hidalgo vs Aquiles Marchant). Jugaron ante la selección de Santiago, la selección de Valparaíso en dos oportunidades y ante Santiago Unido.

#### Paraguay 1938
Talleres jugó tres partidos en su segunda gira internacional. La misma lo llevó a disputar partidos ante Cerro Porteño, Olimpia y la selección de Paraguay. Obtuvo dos empates y una victoria. El sábado 20 de agosto emprendió el regreso la delegación “invicta” de Talleres que fue esperada en Rosario por dos ómnibus los cuales fueron escoltados por una caravana de hinchas y socios del club para una anticipada felicitación por lo logrado.

#### Zaire 1976
Talleres realizó una gira en los meses de enero y febrero de 1976 junto a Temperley por el país africano. Jugaron dos amistosos cada uno ante los clubes Imana, AS Vita y la selección de Zaire. Talleres ganó dos partidos, ambos por 1 a 0 ante el Imana y el Vita. Por su parte, Temperley perdió contra el Vita 2 a 1 y contra Zaire por 4 a 1. Los partidos se jugaron ante un promedio de 25 mil personas.
Además, por la Copa República de Zaire jugaron dos partidos más cada uno. Talleres ganó los dos, mientras que Temperley consiguió el tercer puesto al ganar un solo partido y quedar sin definición el segundo.
|  | Semifinales | Semifinales |   |           | Final        | Final |  |
|  |             |             |   |           |              |       |  |
|  |             |             |   |           |              |       |  |
|  |             |             |   |           |              |       |  |
|  | Talleres    | 3           |   |           |              |       |  |
|  | Temperley   | 2           |   |           |              |       |  |
|  |             |             |   |           |              |       |  |
|  |             |             |   |           |              |       |  |
|  |             |             |   |           | Talleres     | 3     |  |
|  |             | Imana       | 2 |           |              |       |  |
|  |             |             |   |           |              |       |  |
|  |             |             |   |           |              |       |  |
|  |             |             |   |           | Tercer lugar |       |  |
|  |             |             |   |           |              |       |  |
|  | Imana       | 2           |   | Temperley | 2            |       |  |
|  | Vita        | 1           |   |           | Vita         | 2     |  |

Más allá del buen rendimiento del equipo, la nota triste de la aventura la dio el paludismo, la dura enfermedad que contrajeron tres jugadores: Miguel Oviedo de Talleres y Benito Valencia y Oscar Suárez de Temperley. Este último falleció una vez concluida la gira.
El periódico La Voix du Zaire publicó en su edición del 2 de febrero de ese año: “Dotados de una técnica remarcable, los argentinos brindaron una exhibición de alto vuelo futbolístico. Después de la visita del Santos de Pelé, nunca habíamos visto tan buen fútbol como con Talleres”. Antes de que el plantel de La T se embarcase en el Aeropuerto Ndjili de Kinshasa con destino a Buenos Aires, Ntukani Nzuzi Musenda, jefe de deportes del diario Elima, pidió hablar con Luis Antonio Ludueña. Traductor de por medio, el periodista africano imploró: "Dígale al hombre de los cabellos negros y largos que él es el Dios del Fútbol, que nos ha deslumbrado tanto como Pelé. Dígale, le repito, que él es el Dios del Fútbol". La reacción del volante albiazul fue de asombro y devolvió la pregunta con otra interrogación: "¿Qué yo soy Dios? Por favor, ni de Diablo me he recibido".

#### Centroamérica 1977
Durante el mes de agosto de 1977, Talleres pasó por cuatro países para jugar ocho partidos ante equipos de Ecuador, Guatemala, El Salvador, Uruguay y Perú.

#### Europa 1978
Durante el mes de agosto de 1978, Talleres pasó por Brasil y México (donde empató 2 partidos ante Flamengo y Tigres respectivamente) y luego viajó a Europa. Allí jugó ante Athletic Bilbao, Málaga, Galatasaray, Fenerbahce, Panathinaikos e Iraklis. Perdió sólo un partido, ganando dos y empatando tres.

#### Centroamérica 1985
El club volvió a Centroamérica, esta vez jugó siete partidos en Ecuador, El Salvador, Guatemala y Honduras. Perdió uno solo de ellos.

#### Centroamérica 2015
Talleres después de casi 30 años volvió a hacer una gira internacional en febrero de 2015; afrontando partidos amistosos y desarrollando además la convivencia de un grupo de jugadores, auxiliares y cuerpo técnico para encarar el Torneo Federal A 2015 del que luego saldría campeón. Más precisamente fue a México donde enfrentó a los Coyotes de Tlaxcala (empatando 2 a 2), el León (con derrota 2 a 1) y finalmente el Mineros de Zacatecas (ganando 2-1).

## Jugadores

### Plantilla 2025
- Los equipos argentinos están limitados por la AFA a tener en su plantel de primera división un máximo de seis futbolistas extranjeros pero solo cinco firmando planilla por partido. Además, los extranjeros que sean cedidos a préstamo a otros equipos no ocupan cupo.
- Se indica la selección de mayor importancia a la que el futbolista fue convocado.

### Altas 2025
| Jugador            | Posición      | Procedencia             | Tipo                  |
| Verano             | Verano        | Verano                  | Verano                |
| ------------------ | ------------- | ----------------------- | --------------------- |
| Javier Burrai      | Arquero       | Barcelona               | Pase libre            |
| Tomás Cardona      | Defensor      | Fortaleza               | Préstamo              |
| Miguel Navarro     | Defensor      | Colorado Rapids         | Ejecución de opción   |
| Augusto Schott     | Defensor      | Newell's Old Boys       | Fin de préstamo       |
| Matías Galarza     | Mediocampista | Vasco da Gama           | Ejecución de opción   |
| Joaquín Mosqueira  | Mediocampista | Unión (SF)              | Transferencia         |
| Emanuel Reynoso    | Mediocampista | Club Tijuana            | Transferencia         |
| Rick               | Delantero     | Ludogorets              | Transferencia         |
| Invierno           |               |                         |                       |
| Gabriel Báez       | Defensor      | Nacional                | Rescisión de contrato |
| Rodrigo Guth       | Defensor      | Fortuna Sittard         | Transferencia         |
| José Luis Palomino | Defensor      | Cagliari Calcio         | Fin de contrato       |
| Mateo Cáceres      | Mediocampista | Tigre                   | Transferencia         |
| Luis Sequeira      | Mediocampista | Independiente Rivadavia | Repesca               |
| Luis Angulo        | Delantero     | Central Córdoba (SdE)   | Repesca               |

### Bajas 2025
| Jugador               | Posición      | Destino                 | Tipo                  |
| Verano                | Verano        | Verano                  | Verano                |
| --------------------- | ------------- | ----------------------- | --------------------- |
| Joaquín Blázquez      | Arquero       | Independiente           | Préstamo              |
| Lautaro Morales       | Arquero       | Lanús                   | Fin de préstamo       |
| Kevin Mantilla        | Defensor      | DIM                     | Préstamo              |
| Lucas Suárez          | Defensor      | Mamelodi Sundowns       | Préstamo              |
| Alex Vigo             | Defensor      | Sarmiento               | Préstamo              |
| Matías Esquivel       | Mediocampista | Mamelodi Sundowns       | Fin de préstamo       |
| Fernando Juárez       | Mediocampista | Platense                | Transferencia         |
| Franco Moyano         | Mediocampista | Club Puebla             | Préstamo              |
| Luis Sequeira         | Mediocampista | Independiente Rivadavia | Préstamo              |
| Gonzalo Álvez         | Delantero     | Independiente Rivadavia | Préstamo              |
| Luis Angulo           | Delantero     | Central Córdoba (SdE)   | Préstamo              |
| Bruno Barticciotto    | Delantero     | Santos Laguna           | Préstamo              |
| Emerson Batalla       | Delantero     | Juventude               | Préstamo              |
| Alejandro Martínez    | Delantero     | Ceará                   | Préstamo              |
| Ramiro Ruiz Rodríguez | Delantero     | Atlético Tucumán        | Fin de préstamo       |
| Invierno              |               |                         |                       |
| Gastón Benavídez      | Defensor      | Athletico Paranaense    | Préstamo              |
| Tomás Cardona         | Defensor      | Fortaleza               | Fin de préstamo       |
| Juan Carlos Portillo  | Defensor      | River Plate             | Transferencia         |
| Blas Riveros          | Defensor      | Cerro Porteño           | Transferencia         |
| Gustavo Albarracín    | Mediocampista | Deportivo Alavés        | Transferencia         |
| Matías Galarza        | Mediocampista | River Plate             | Transferencia         |
| Marcos Portillo       | Mediocampista | Platense                | Préstamo              |
| Sebastián Palacios    | Delantero     | Levadiakos              | Rescisión de contrato |
| Cristian Tarragona    | Delantero     | Unión (SF)              | Rescisión de contrato |

## Jugadores históricos

#### Equipo ideal
En octubre de 2012, el diario La Voz del Interior publicó los resultados de una votación de los hinchas de Talleres en la que tenían que elegir el 11 ideal de los 99 años del club. El equipo formaba con:
| Cuenca Galván Oviedo Ocaño Maidana Willington Ludueña Zelaya Valencia Bravo Romero |

Los únicos 4 jugadores que consiguieron más del 50 % de los votos entre las opciones que dio La Voz, fueron Luis Galván, Daniel Willington, Julián Maidana y Mario Cuenca.

#### Ídolos del Club Atlético Talleres
Los siguientes jugadores son considerados ídolos del club:

##### Ídolos en las décadas de 1910 y 1920
- Horacio Salvatelli (1914-1926)
- Félix Rosseti (1914-1926)
- Juan Francisco Prax (1914-1929)
- Ernesto Pieri (1916-1925)
- Francisco Bolognino (1916-1922)
- Eduardo Ponce (1917-1922)
- Emilio Fernández (1920-1930)

##### Ídolos en la década de 1930
- Alfonso Paolucci (1927-1941)
- José Domingo Albano (1934-1937)
- Juan Carlos Heredia (1939)
- Pedro Félix Farías (1930-1933 y 1936-1941)
- Renato Manzolli (1932-1936)
- Joaquín Dagatti (1937-1941)
- Domingo Bertolino (1930-1945)

##### Ídolos en la década de 1940
- Luis Betbezé (1939-1945)
- Ramón Bresoli (1944-1948)
- Fernando Belucci (1940-1952)
- Horacio Bustos (1942-1950)
- Gustavo Albella (1943-1944)
- Jorge Campos (1939 y 1944)
- Antonio Gambino (1944-1956)

##### Ídolos en la década de 1950
- Héctor Calderón (1941-1954)
- Oscar Mansilla (1951-1955)
- Atilio Willington (1947-1954)
- Lorenzo Pinaroli (1946-1954)
- Amable López (1949-1954 y 1957)
- Carlos Godoy (1949-1954 y 1957)
- Rogelio Cuello (1950-1962)
- Miguel Ponce (1951-1964)

##### Ídolos en la década de 1960
- Fermín Flamini (1957, 1962, 1964-1966, 1969)
- Jorge Nicolás Campos (1953-1964)
- Andrés Kasparián (1957-1964)
- Abel Montoya (1961-1971)
- Alberto Sánchez (1960-1963)
- Hugo Serra (1954-1965)
- Roberto Cortéz (1960-1971)
- Miguel Antonio "Wanora" Romero (1955-1968)
- Humberto Taborda (1959-1975)
- Francisco Armenante (1961-1970)
- Antonio Del Río (1967-1973)
- Jesús Gallegos (1963, 1964 y 1966)
- José Gómez (1967-1973)

##### Ídolos en la década de 1970
- Luis Galván (1970-1988)
- Victorio Ocaño (1972-1985)
- Miguel Patire (1970-1975)
- Oscar Quiroga (1973-1981)
- Miguel Oviedo (1974-1986)
- Héctor Ártico (1969-1974 y 1982)
- Víctor Binello (1973-1980)
- Eduardo Astudillo (1972-1981)
- Juan Cabrera (1976-1979 y 1985)
- Daniel Willington (1959-1961 y 1973-1978)
- Ángel Bocanelli (1973-1983)
- Antonio Alderete (1975-1982)
- José Daniel Valencia (1975-1988)
- Humberto Bravo (1974-1981)
- José Reinaldi (1977-1984)
- Luis Antonio Ludueña (1974-1982)
- Ricardo Cherini (1967, 1975-1979)

##### Ídolos en la década de 1980
- Alberto Tarantini (1979-1980)
- Carlos Guerini (1968, 1979-1984)
- Héctor Baley (1981-1987)
- Júlio César (1981-1983)
- Ángel Guillermo Hoyos (1979-1984)
- Mario Bevilacqua (1983-1994)
- José Luis Cucciufo (1981-1982)
- Daniel Riquelme (1982-1987)
- Adolfino Cañete (1988-1990)

##### Ídolos en las décadas de 1990 y 2000
- Daniel Kesman (1990-1996)
- Alejandro Kenig (1990-1993)
- Catalino Rivarola (1991-1995)
- Gustavo Irusta (1992-1995)
- José Zelaya (1996-1998 y 2001)
- Rodrigo Astudillo (1996-2001 y 2004)
- Daniel Albornós (1996-2002)
- Horacio Humoller (1997-2002)
- Gustavo Lillo (1997-2002)
- Silvio Suárez (1999-2000)
- Luis Oste (1996-1998)
- Mario Cuenca (1996-2002 y 2005)
- Julián Maidana (1998-2002, 2004 y 2007-2008)
- Diego Garay (1995-2002 y 2006)
- Victor Hugo Sotomayor (1999-2002)
- Javier Villarreal (1996-1999 y 2013)
- Javier Pastore (2007)

##### Ídolos en las décadas de 2010 y 2020
- Julio Buffarini (2006-2010 y 2022-2023)
- Gonzalo Klusener (2012-2014 y 2016-2017)
- Emanuel Reynoso (2014-2017 y 2025-Act.)
- Pablo Guiñazú (2016-2019)
- Diego Valoyes (2018-2023)
- Michael Santos (2021-2023)
- Rodrigo Garro (2022-2023)
- Ramón Sosa (2023-2024)
- Nahuel Bustos (2015-2018, 2019-2020, 2023-2024 y 2025-Act.)
- Guido Herrera (2016-2020 y 2021-Act.)

## Divisiones inferiores

### Personal
Estructura general
- Director general: Hermes Desio.
- Director Scouting y Visorías: Hernán Llano.
- Coordinador Área Fútbol Infantil: Julián Tartaglia.
- Coordinador Área Física: Eduardo Larghi.
- Análisis de Rendimiento: Gustavo Torres.
- Metodología en fútbol infantil: Lucas Cisneros.
- Área Visorías: Hernán Llano, Esteban Lisi, Victorio Ocaño, Pablo Gibelli, Mariano Giménez, José Pettina y Andrés Salto.
- Área Administración Deportiva: Maximiliano Salas, Juan Pablo Negrete y Daniel Mur.
- Secretarios Técnicos: Pablo Taborda (Juveniles AFA) e Ignacio Scolari (Reserva AFA).

Departamento Médico
- Coordinadora general: Victoria Olmos.
- Equipo Médico: Victoria Olmos (Reserva AFA), Facundo Vera (4.ª, 5.ª y 6.ª AFA), Pablo Mancini (LCF) y Emanuel Aguilera Capra (LCF), Fabricio Berti (7.ª, 8.ª y 9.ª AFA), Gerardo Cortadi (LCF), Diego Danon (Fútbol Infantil) y Andres Alfaro (Fútbol Femenino).
- Kinesiólogos: Santiago Grosso (Reserva AFA), Juan Remondegui (Juveniles), Gonzalo Brandan (Juveniles) y Marcos Padilla (Infantiles).
- Nutrición: Romina Garelik.
- Odontología: Sebastián Uzair.
- Evaluación y Biomecánica: Andrés Juárez e Ignacio Scolari.

Centro de Formación Talleres
- Coordinador: Christian Rodríguez.
- Supervisor: Rubén Gamarra.
- Celadores: Agustín Rodríguez, José Alejandro Barrera y Jonathan Montes Gobelet.
- Mantenimiento: Alejandra Oviedo, Valeria Pérez, Noemí del Valle Amaya.

Gabinete Psicosocial
- Director: Christian Rodríguez.
- Coordinador: Santiago Orgaz.
- Trabajo Social: Andrea Maldonado.
- Apoyo Escolar: Patricia Cozza y Franco Cervatto.

## Clásicos institucionales
| Talleres vs. | PJ  | PG  | PE | PP | GF  | GC  | DG   | Dif. |
| ------------ | --- | --- | -- | -- | --- | --- | ---- | ---- |
| Belgrano     | 258 | 96  | 86 | 76 | 435 | 387 | +48  | +20  |
| Instituto    | 221 | 110 | 47 | 64 | 426 | 308 | +118 | +46  |

### Belgrano
El clásico cordobés más importante es entre Belgrano y Talleres. Se han jugado un total de 258 partidos oficiales, de los cuales Talleres ganó 96, Belgrano 76, y empataron 86. Si se cuentan los partidos amistosos, se contabiliza un total de 405 partidos: Talleres ganó 133 (661 goles), Belgrano 133 (645 goles) y empataron 138. La máxima goleada del elenco albiazul fue por 7 a 0 el 21 de mayo de 1950 por la Liga Cordobesa de Fútbol.
Uno de los partidos más recordados por los hinchas matadores es aquel que le dio el ascenso a Primera División en el año 1998, conocido como La Final del Siglo. Talleres fue campeón del torneo ante su máximo rival, tras una definición por penales, en la cual "el Lute" Oste marcó el gol definitorio.

### Instituto
El Clásico Instituto -Talleres es uno de los más importantes a nivel provincial y nacional. Este partido siempre es esperado por ambos equipos con mucha ansiedad. El historial está a favor de Talleres 110 a 64, con 47 empates en encuentros oficiales. El último fue el 15 de marzo de 2016, cuando empataron ambos equipos por 1 a 1 por el torneo de la Primera B Nacional.

### Otras rivalidades
Otras de sus rivalidades son:
- Racing de Córdoba[225]
- San Martín de Tucumán[226][227]
- Chacarita Juniors[228]

## Fundación Club Atlético Talleres
En la asamblea de octubre de 2018, se anunció la creación de la Fundación Club Atlético Talleres. En esta organización confluyen las escuelas del fútbol, filiales y las acciones solidarias.

### Escuelas de fútbol
Se trabaja en la conformación de una extensa red de Escuelas en todo el país. Las Escuelas Oficiales tienen un vínculo contractual formal con el Club lo que les permite articular visibilidad, asociación de marca, acceder a metodológica específica y capacitación.
Las actividades conjuntas consisten en festivales, clínicas, asistencia a prácticas del primer equipo, visitas al predio deportivo, desfiles en estadio, encuentros amistosos, visorias y acceder a Experiencia Talleres.
El equipo de trabajo que dirige el desarrollo del Proyecto Social Escuelas Integrales de Fútbol Talleres está integrado por Javier Villar, Marcelo Margonari y Manuel Ruiz. Además, cuenta con la colaboración de Gerardo Fassi y Carlos Trucco.

#### Ciudad de Córdoba
| - Barranquitas - Botánico - Bulnes - Celso Barrios - Círculo Italiano - Ciudad Universitaria - Club Valparaíso - Club del Gol | - Del Rivera - Don Balón - Educando - El Semillero del Club - El Tallerito - Fanáticos del Fútbol - Formador Sur - Fuerza Aérea | - Granja Nuestras Raíces - Ituzaingó - Javier Moyano - Juan Pablo II - Juventud Unida del Sur - La Quinta - Las Palmas - Lomas Fútbol | - Los Boulevares - Padre Claret - Pasión Albiazul - Pasión por el Fútbol - Pedro Molina - Ruta 20 - San Carlos - San Martín | - Simplemente Fútbol - Torre Fuerte - Villa Esquiú - Villa Los Llanos - Villa Retiro - Yofre |

#### Provincia de Córdoba
| - Alejo Ledesma - Alta Gracia - Alto Alegre - Bouwer - Canals - Capilla del Monte - Colonia Caroya - Cosquín (2) - Deán Funes (2) | - Embalse - Estancia Vieja - Jesús María - Jovita - La Calera - La Falda - La Granja - Laboulaye - Laguna Larga | - Las Peñas - Luque - Mina Clavero - Oliva - Oncativo - Pasco - Rafael García - Río Ceballos (2) - Río Cuarto (2) | - Río Tercero - Saldán (2) - Salsipuedes - San Antonio de Arredondo - San Carlos Minas - San Francisco - San José de la Dormida - Santa María de Punilla - Serrano | - Unquillo - Villa Allende (2) - Villa Carlos Paz - Villa del Rosario - Villa Dolores - Villa Giardino |

#### Argentina
| - Catamarca - Resistencia - Comodoro Rivadavia - Formosa | - El Piquete - Libertador - General Pico - La Rioja | - Olta - Villa Santa Rita - El Bolsón - Metán | - Orán - San Juan (3) - Villa Mercedes (2) - Caleta Olivia | - Capitán Bermúdez |

#### Resto del mundo
| - Xi'an, China |

### Filiales
Talleres alcanzó las 100 filiales en 2013, año del centenario de la institución. A partir de ese momento, la cantidad fue creciendo rápidamente al punto de que llegó a contar con más de 150 filiales oficiales dentro y fuera del país.
A julio de 2022, ya posee más de 200 filiales en todo el mundo.
Las filiales participan activamente de acciones solidarias desde distintos puntos del país.

#### Córdoba
| - Agua de Oro - Alcira Gigena - Almafuerte - Alta Gracia - Altos de Chipión - Anisacate - Arroyito - Arroyo Cabral - Balnearia - Bell Ville - Berrotarán - Bialet Massé - Bouwer - Brinkmann - Calchín - Camilo Aldao - Canals - Capilla del Monte - Colonia Caroya - Colonia San Bartolomé - Colonia Vignaud | - Coronel Moldes - Corralito - Cosquín - Cruz del Eje - Deán Funes - Despeñaderos - El Arañado - Embalse - Estación General Paz - Estación Juárez Celman - Etruria - General Cabrera - General Deheza - Hernando - Huerta Grande - Huinca Renancó - Jesús María - Justiniano Posse - La Calera - La Carlota - La Cumbre | - La Falda - La Francia - Laboulaye - Laguna Larga - Las Junturas - Las Varillas - Los Cóndores - Luque - Malagueño - Malvinas Argentinas - Marcos Juárez - Marull - Mayu Sumaj - Mendiolaza - Mina Clavero - Miramar - Monte Cristo - Morteros - Oliva - Oncativo - Pilar | - Piquillín - Quilino - Rafael García - Río Ceballos - Río Cuarto - Río Primero - Río Segundo - Río Tercero - Sacanta - Salsacate - Salsipuedes - San Agustín - San Carlos Minas - San Clemente - San Francisco - San José de la Dormida - Santa Rosa de Calamuchita - Santa Rosa de Río Primero - Tancacha - Tanti - Toledo | - Ucacha - Unquillo - Vicuña Mackenna - Villa Allende - Villa Ascasubi - Villa Carlos Paz - Villa de María - Villa de Soto - Villa del Rosario - Villa del Totoral - Villa Dolores - Villa General Belgrano - Villa Giardino - Villa María - Villa Parque Santa Ana - Villa Santa Cruz del Lago - Villa Tulumba |

#### Argentina
| - Bahía Blanca - Campana - La Plata - Mar del Plata - Pergamino - Sáenz Peña - San Martín - Capital Federal - Catamarca | - Recreo - Sumalao - Resistencia - Comodoro Rivadavia - Puerto Madryn - Trelew - Corrientes - Paraná - Formosa | - San Salvador de Jujuy - General Pico - Santa Rosa - La Rioja - Guaymallén - Posadas - Neuquén - Bariloche - General Roca | - Salta - San Juan - San Luis - Villa Mercedes - Caleta Olivia - María Juana - Rafaela - Reconquista - Rosario | - Santa Fe - Río Gallegos - Santiago del Estero - Base Marambio - Río Grande - Ushuaia - San Miguel de Tucumán |

#### Resto del mundo
| - Múnich, Alemania - Melbourne, Australia - Sídney, Australia - Recife, Brasil - Santa Catarina, Brasil | - Santiago de Chile, Chile - Bogotá, Colombia - Medellín, Colombia - Alicante, España - Barcelona, España | - Madrid, España - Málaga, España - Palma de Mallorca, España - Sevilla, España - Tenerife, España | - Valencia, España - Jacksonville, Estados Unidos - Las Vegas, Estados Unidos - Miami, Estados Unidos - Nueva York, Estados Unidos | - Milán, Italia - Modena, Italia - Roma, Italia - Playa del Carmen, México - Asunción, Paraguay - Montevideo, Uruguay |

### Acción social
En la esencia constitutiva del Club esta su misión de ser protagonista en la vida social y comunitaria. La inserción institucional está dada por la articulación con otros ámbitos públicos, privados y de la sociedad civil interesados en la temática del deporte, la educación y la solidaridad. El club ha colaborado en distintas donaciones y aportes a la comunidad, como en las inundaciones de Sierras Chicas, San Luis, Unquillo y el río Paraná; en la "Maratón de Papel", recolecciones de tapitas y donaciones infantiles. Además, el Club ha colaborado con asociaciones civiles como la Fundación David Nalbandian, Red Solidaria, La Casa de Ronald McDonald, Fundación Hombre Nuevo, CONIN, Asociación Vaso de Leche y Fundación Jean Maggi, entre otras.

## Deportes federados
Lucas Yake está a cargo de la coordinación de los deportes federados. El club, además de fútbol masculino y femenino, también cuenta con básquet masculino, futsal femenino, hockey femenino, karate patín y vóley. Anteriormente, también se practicó aikido, futsal masculino, balonmano, kickboxing y taekwondo.
Para ser integrante de los equipos de los deportes federados del club es necesario abonar cuota social (según categoría establecida en el Estatuto Social) y el arancel definido por cada disciplina. Todos los deportes federados tengan acceso sin cargo a la Platea Ardiles en los partidos de local.

### Básquet
El básquet es el deporte federado más antiguo de la institución. En esta disciplina, el "Matador" participa en el campeonato oficial de Primera División de la ACBB en sus 5 categorías: mosquito, premini, mini, sub-13, sub-15, sub-17, sub-19 y mayores. Los entrenamientos se llevan a cabo en el Gimnasio Juan Pelatto.

### Futsal
Este deporte comenzó a fines de 2012 en Talleres, y los logros no tardaron en llegar. El club participó en las actividades tanto masculinas como femeninas. El Futsal de Talleres consiguió el primer puesto en el Torneo Preparación, el subcampeonato en el primer campeonato de la historia del Futsal de la Liga Cordobesa de Fútbol, participó en el cuadrangular de los mejores de la LCF. Además de todos los pergaminos antes mencionados, el Futsal Talleres fue invitado a participar en la Copa Argentina de Futsal por primera vez en 2014 que se desarrolló en la ciudad de Mar del Plata. En marzo de 2014 se consagraron campeones de la Copa Piedritas, triangular donde participaron Macabi Noar, Rosario Rowing Club y Talleres. En el Torneo apertura LCF 2014, la Primera obtuvo el Subcampeonato y el Plantel de Reserva el Campeonato. En el Torneo clausura LCF 2014 La Primera se consagra campeón al mando del DT Sebastián Amigo. En su rama masculina, se dejó de practicar en 2016. Mientras tanto, el futsal femenino del club ha logrado varios campeonatos y participó en importantes torneos nacionales. El futsal actualmente está conformado únicamente por el plantel Femenino.

### Fútbol femenino
Las "Matadoras" representan al club en la Primera A de AFA, la máxima categoría nacional. Además, la Reseva juega el torneo de Primera A de la Liga Cordobesa de Fútbol. El club juega las categorías locales desde 2012 y en las nacionales desde 2021. Está conformado por las categorías Sub-13, Sub-15, Sub-17, Sub-19, Reserva y Primera.
La máxima goleadora es Florencia Pianello, quien además es la goleadora absoluta del club. Yamila Cazón es considerada la capitana histórica y Eliana Capdevila es la que más goles convirtió en torneos de AFA.
El club conquistó rachas invictas durante el año 2015 con muy buenas actuaciones. En 2017, Talleres pasó un gran año, mejorando su nivel de competencia y finalizando en el cuarto lugar de la tabla en la Etapa Clasificatoria de la Primera División “A” con 14 victorias, 2 empates y 3 caídas. Marcó la destacada cifra de 65 goles y recibió solo 15. Se ha destacado por goleadas 7-0, 6-1 y 6-0. Además, el club recibió la convocatoria de Shirley Sosa y Paulina Gramaglia a la selección argentina sub-20. Julieta Peralta, junto a Shirley Sosa, también fue elegida para formar parte la selección argentina sub-17 y de la preselección nacional femenina juvenil.
En 2018, ocho jugadoras de Talleres fueron convocadas a la Selección de Córdoba Sub-18 que disputó los Juegos Biacionales en Chile. Además incorporó un programa a desarrollar en el marco de los objetivos sociales y deportivos de las instituciones de la Primera División Argentina.
En 2019, se profesionalizó el fútbol femenino en Argentina, pero solamente algunos clubes participaron del torneo de Primera División y eran exclusivamente afiliados directamente a la AFA. La Liga Cordobesa de Fútbol se expresó en contra de los torneos nacionales, mientras varias personalidades del fútbol se expresaron a favor de la profesionalización, tales como Daniel Valencia y Guillermo Messina, titular de la Asociación de Fútbol Femenino de Buenos Aires, quien manifestó a modo de protesta: "La profesionalización termina en la General Paz; no existimos los del interior"
Finalmente, Talleres se sumó a los torneos de AFA en 2022, mientras los torneos llamados nacionales estaban compuestos mayoritariamente por clubes de Buenos Aires. El cuerpo técnico estaba integrado por Miqueas Russo, Esteban Fernández, Nicolás Hamze y el acompañamiento del profesor Manuel Ruiz y el mundialista Luis Galván. En el torneo de Primera División C destacaron Florencia Pianello, Daniela Servetti y Betina Soriano. Talleres ascendió ese año a Primera B.
En 2023, Talleres fue uno de los equipos más destacados de la Primera B, quedando fuera del ascenso únicamente en el último partido ante Newell's Old Boys. Ese año, Pianello se convirtió en la goleadora histórica del club en todas las competencias, superando a Miguel Antonio Romero, el goleador histórico de la división masculina. Aquel año destacaron Eliana Capdevila y Sofía Oxandabarat.
En los últimos años, fueron convocadas a las diferentes categorías de la Selección Argentina las jugadoras Magalí Chavero, Brisa Jara, Julieta Peralta, Shirley Sosa, Jazmín Allende, Valentina Mansilla, Catalina Ongaro, Paulina Gramaglia, Betina Soriano, Catalina Primo y Juliana Berardo.
En 2024, Talleres consiguió el ascenso a la máxima categoría luego de salir campeón invicto, ganando 21 partidos de 22 y empatando el restante. En 2025, se firmaron los primeros 16 contratos profesionales.

### Hockey
Esta disciplina comenzó desarrollándose en el Predio Amadeo Nuccetelli en canchas de tierra y con pocos recursos. Hoy, el hockey de Talleres entrena en canchas de césped sintético y a cada una de sus jugadoras se las provee de todo lo necesario para la práctica de este deporte. Todo esto es acompañado por los buenos resultados deportivos que se lograron, más específicamente en el 2013 cuando se ganó el subcampeonato de la Liga C, por lo que en 2014 participan de la Liga B del Hockey de Córdoba. En 2017, estuvo cerca de conseguir el ascenso a la máxima categoría, pero cayó ante la UNC en la final.
Esta disciplina se desarrolla en las canchas de césped sintético que se encuentran en la Boutique de Barrio Jardín y oficia de local en el anexo del Córdoba Athletic Club.

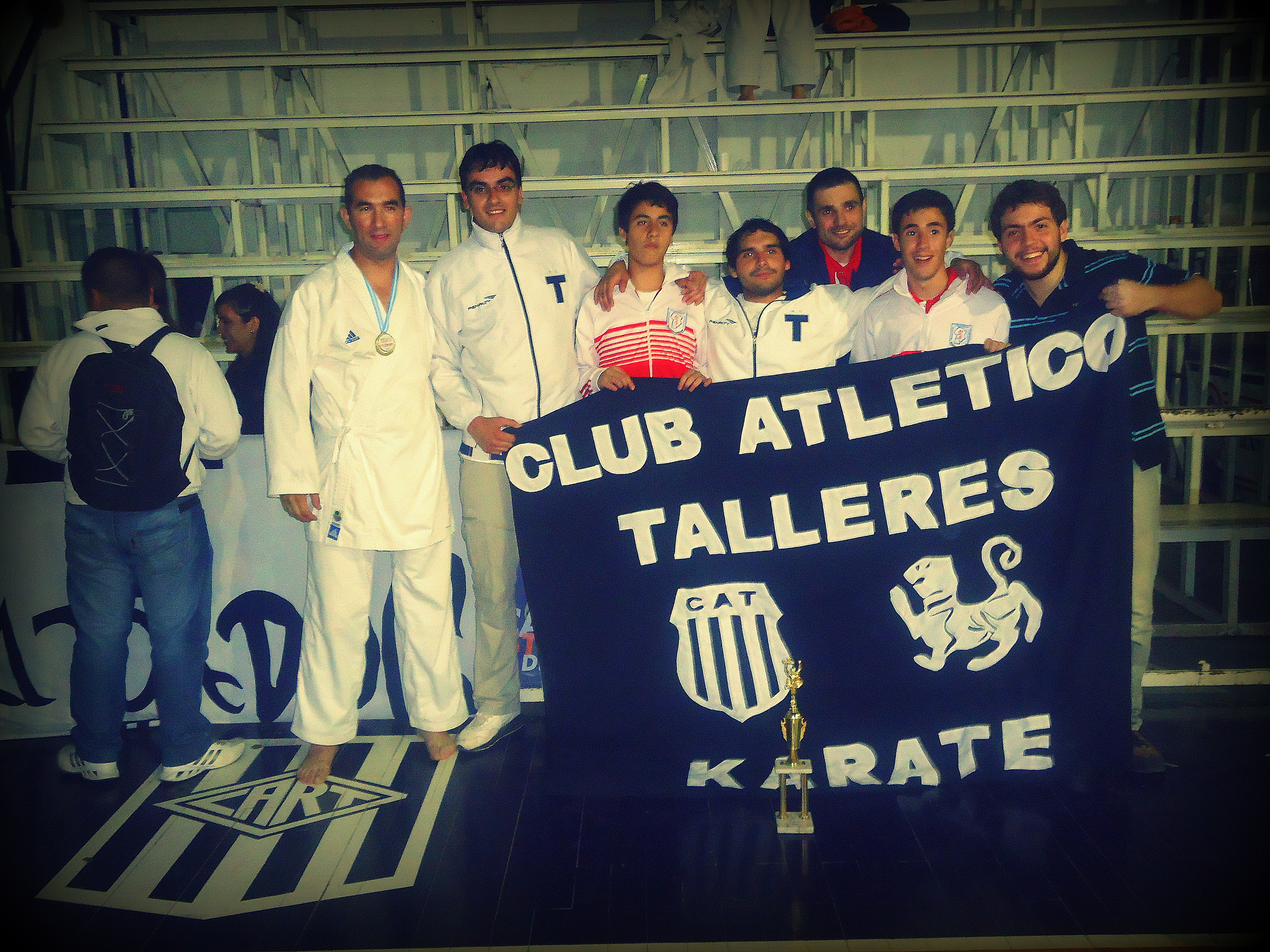
Equipo de Karate de Talleres.

### Karate
El karate de Talleres participó en los torneos oficiales de karate que se disputan en la provincia de Córdoba. Al realizar destacadas actuaciones, algunos de ellos fueron convocados para representar a Argentina en el Campeonato Panamericano de Karate. Los citados fueron: Martín Fernández Doddi, Jonatan Montes Gobelet, Axel Andrés Gilpin Nash y Joel León Gilpin Nash. Talleres también fue representado en el Campeonato Argentino de Karate 2015, que se disputó en la ciudad de San Fernando del Valle de Catamarca. En esa competencia, en la categoría kumite por equipos, Córdoba obyuvo el segundo puesto. De los 3 karatecas que conformaron el seleccionado, 2 eran alumnos "albiazules": Lucas Cáceres y Martín Fernández.
En 2017, Talleres participó del Campeonato Sudamericano de Karate Interestilos WUKF y obtuvo los primeros puestos en diversas categorías. Lourdes Dalessandri, Federico Grzicich (campeones sudamericanos) Jonatan Montes Gobelet (campeón nacional) y Joaquín Leiva (subcampeón provincial) fueron convocados a la Selección Cordobesa de Karate.
En 2018, Joaquín Leiva clasificó a los Juegos Nacionales Evita 2018.

### Patín
El Club Atlético Talleres se encuentra afectado a la Fedaración Cordobesa de Patín y se ajusta a su calendario de torneos. Las clases se dictan a chicos a partir de los 4 años en el Gimnasio Juan Pelatto. En 2015 la disciplina artística participó en numerosos torneos tanto provinciales y nacionales como así también internacionales. En 2015, Talleres obtuvo el octavo puesto en el torneo internacional que se desarrolló en Colombia.
En 2017, Cecilia Liendo se consagró campeona nacional, fue tercera en el Panamericano de Colombia y clasificó al Mundial Roller Games de China. y al Mundial de Patín Artístico en La Vendee, Francia. La atleta albiazul también participó de la Copa Calderara Di Reno en Bologna y logró el 3.º lugar. En esta competición también participó Agostina Musso.
En 2024, Sofía Borletto, patinadora del club desde 2018 cuando tenía 4 años, fue campeona nacional con 10 años, en la disciplina Danza, en la categoría intermedio sénior del Campeonato Nacional de Danza, desarrollado en el Velódromo Vicente Chancay de San Juan.

### Vóley
El vóley se desarrolla en el Gimnasio del club y el logro más importante ha sido el ascenso conseguido por el plantel de primera categoría masculino y la llegada a la categoría B1 en femenino. En 2017, el vóley femenino se consagró campeón del Apertura 2017.
El equipo de vóley de Talleres cuenta con 5 categorías tanto femeninas como masculinas: sub-14, sub-16, sub-18, sub-21 y primera. Además, en 2014 se armó la categoría infantiles para niños y niñas de a partir de los 10 años.

### Practicados anteriormente

#### Balonmano
Balonmano contó con ramas masculinas como femeninas y su lugar de entrenamiento fue la Escuela Manuel Belgrano. En la disciplina de balonmano "tallarín" estuvieron conformados los equipos en rama femenina en categorías menores, cadetes, juveniles y primera. En 2013, se sumaron algunos equipos en la categoría masculina. La primera de la rama femenina consiguió a mediados del año 2013 el Torneo Apertura de la División B de la Federación Cordobesa y ascendió a la máxima categoría del balonmano cordobés. En 2015 consiguieron la Copa Challenger en San Luis. Luego, esta actividad dejó de practicarse.

#### Aikido, taekwondo y kickboxing
En 2015 se incorporaron el taekwondo, el aikido y el kickboxing como nuevos deportes federados del club, pero no prosperaron por mucho tiempo.

## Palmarés
Los principales logros deportivos de Talleres se resumen en las siguientes tablas.

### Títulos regionales
| Competición local                    | Títulos | Subcampeonatos |
| ------------------------------------ | --- | -------------- |
| Federación Cordobesa de Football (7) | 1915, 1916, 1918, 1921, 1922, 1923, 1924.                                                                               |                |
| Liga Cordobesa de Fútbol (20)        | 1934, 1938, 1939, 1941, 1944, 1945, 1948, 1949, 1951, 1953, 1958, 1960, 1963, 1969, 1974, 1975, 1976, 1977, 1978, 1979. |                |
|                                      | |                |
| Campeonato de la Bandera (1)         | 1915. |                |
| Campeonato Vélez Sarsfield (1)       | 1916. |                |
| Copa de la Bandera (1)               | 1917. |                |
| Copa Gath y Chaves (1)               | 1925. |                |
| Campeonato Sidral LCF (2)            | 1932, 1933. |                |
| Campeonato de Honor (1)              | 1933. |                |
| Campeonato Béccar Varela (1)         | 1934. |                |
| Campeonato Preparación LCF (9)       | 1937, 1938, 1940, 1942, 1944, 1946, 1950, 1951, 1952.                                                                   |                |
| Campeonato Iniciación LCF (2)        | 1960, 1963. |                |
| Campeonato Competencia LCF (3)       | 1960, 1963, 1966. |                |
| Campeonato Clausura LCF (6)          | 1960, 1964, 1975, 1976, 1977, 1978.                                                                                     |                |
| Campeonato Clasificación LCF (1)     | 1969. |                |
| Campeonato Apertura LCF (4)          | 1975, 1976, 1977, 1979.                                                                                                 |                |
| Campeonato Zonal LCF (1)             | 1974. |                |

### Títulos nacionales (1)
| Competición Nacional          | Títulos        | Subcampeonatos             |
| ----------------------------- | -------------- | -------------------------- |
| Primera División (0/3)        |                | Nacional 1977, 2023, 2024. |
| Segunda División (2/2)        | 1997/98, 2016. | 1995/96, 1996/97.          |
| Tercera División (2/0)        | 2012/13, 2015. |                            |
|                               |                |                            |
| Copa Argentina (0/2)          |                | 2019/20 y 2022.            |
| Supercopa Internacional (1/0) | 2023           |                            |
|                               |                |                            |
| Copa Hermandad (1)            | 1977.          |                            |
| Trofeo Consejo Federal (1)    | 1969.          |                            |

### Títulos Internacionales (1)
| Competición internacional | Títulos | Subcampeonatos |
| ------------------------- | ------- | -------------- |
| Copa Conmebol (1/0)       | 1999.   |                |

### Títulos de divisiones inferiores
| Competición de Inferiores de AFA              | Títulos            | Subcampeonatos |
| --------------------------------------------- | ------------------ | -------------- |
| Torneo de Reserva (2/0)                       | 2016-17 y 2017-18. |                |
| Campeonato de Cuarta División (Sub 20) (1/2)  | 2017.              | 2018, 2019.    |
| Campeonato de Quinta División (Sub 18) (0/0)  |                    |                |
| Campeonato de Sexta División (Sub 17) (0/0)   |                    |                |
| Campeonato de Séptima División (Sub 16) (1/0) | 2018.              |                |
| Campeonato de Octava División (Sub 15) (1/0)  | 2019.              |                |
| Campeonato de Novena División (Sub 14) (0/2)  |                    | 2022, 2024.    |

### Títulos amistosos
| Títulos amistosos                        | Títulos amistosos | Títulos amistosos |
| Competición                              | Títulos           |                   |
| ---------------------------------------- | ----------------- | ----------------- |
| Copa BBVA Francés (2)                    | 2015, 2018.       |                   |
| Copa Revancha (2)                        | 2000, 2003.       |                   |
| Copa Ciudad de Córdoba (2)               | 2001, 2010.       |                   |
| Copa Schneider (2)                       | 2019 y 2020.      |                   |
| Copa República de Zaire (1)              | 1976.             |                   |
| Copa de los Grandes (1)                  | 1979.             |                   |
| Copa de Oro (1)                          | 1981.             |                   |
| Torneo Aniversario Ciudad de Córdoba (1) | 1986.             |                   |
| Copa Amistad (1)                         | 2003.             |                   |
| Copa 90.º Aniversario ACF (1)            | 2003.             |                   |
| Copa Desafío “El Doce 50 Años” (1)       | 2010.             |                   |
| Copa Desafío “Canal Doce” (1)            | 2011.             |                   |
| Copa Amadeo J. Nuccetelli (1)            | 2011.             |                   |
| Copa Pérez Cortés (1)                    | 2011.             |                   |
| Copa Centenario de la LCF (1)            | 2013.             |                   |
| Copa Mundo D (1)                         | 2014.             |                   |
| Copa Desafío de Mar del Plata (1)        | 2017.             |                   |
| Copa de las dos capitales (1)            | 2018.             |                   |
| Copa Ciudad de Córdoba (1)               | 2019.             |                   |
| Copa Wanora Romero (1)                   | 2020.             |                   |
| Copa Córdoba (1)                         | 2022.             |                   |
| Copa Clásicos de Córdoba (1)             | 2023.             |                   |

## Apariciones en videojuegos

### FIFA/FC
- FIFA 17[284]
- FIFA 18[285]
- FIFA 19[286]
- FIFA 20[287]
- FIFA 21
- FIFA 22
- FIFA 23
- FC 24

### Pro Evolution Soccer
- Pro Evolution Soccer 2017[288]
- Pro Evolution Soccer 2018[289]
- Pro Evolution Soccer 2019[290]
- Pro Evolution Soccer 2020[291]

### PC Fútbol
- PC Fútbol 6.0
- PC Fútbol 7.0
- PC Fútbol Clausura 2000
- PC Fútbol 2001

## Instituciones fundadas en su honor
- Club Atlético Talleres, de la ciudad de Berrotarán, Córdoba.
- Club Atlético Talleres, de la ciudad de Clorinda, Formosa.
- Club Atlético Talleres, de la ciudad de Nueva Esperanza, Santiago del Estero.
- Club Atlético Talleres, de la ciudad de Quilino, Córdoba.
- Club Atlético Talleres, de la ciudad de Quimilí, Santiago del Estero.
- Club Social y Deportivo Talleres, de la ciudad de Fiambalá, Catamarca.
- Asociación Atlética La Mona 44 (en el uniforme), de la ciudad de Perico, Jujuy.
- Talleres Rugby Club, de la ciudad de Recife, Pernambuco.